# Liste der Kulturdenkmale in Hohenstein-Ernstthal

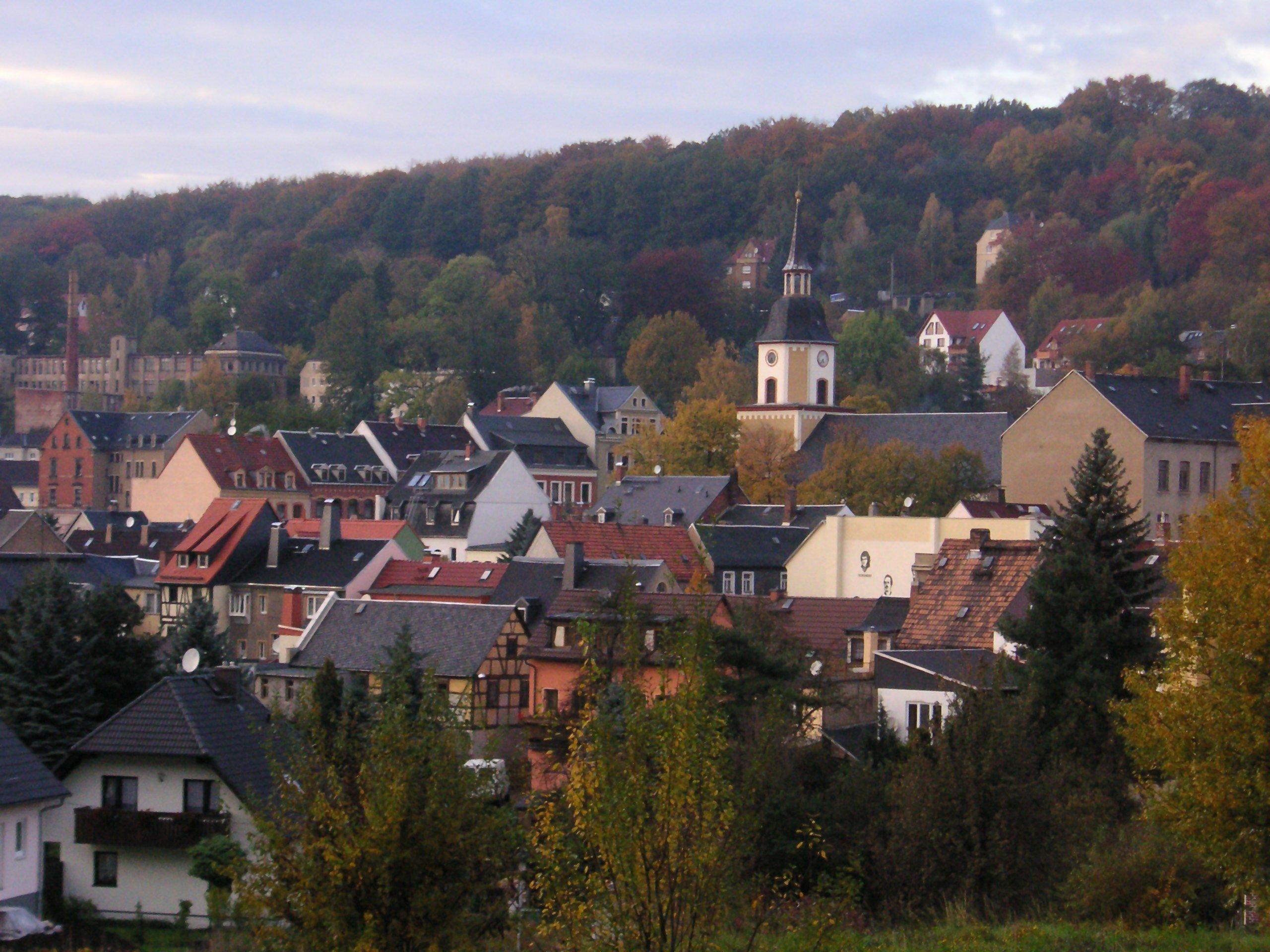
Blick auf Hohenstein-Ernstthal

Die Liste der Kulturdenkmale in Hohenstein-Ernstthal enthält die Kulturdenkmale in Hohenstein-Ernstthal.
Diese Liste ist eine Teilliste der Liste der Kulturdenkmale in Sachsen.

## Legende
- Bild: Bild des Kulturdenkmals, ggf. zusätzlich mit einem Link zu weiteren Fotos des Kulturdenkmals im Medienarchiv Wikimedia Commons. Wenn man auf das Kamerasymbol klickt, können Fotos zu Kulturdenkmalen aus dieser Liste hochgeladen werden:
- Bezeichnung: Denkmalgeschützte Objekte und ggf. Bauwerksname des Kulturdenkmals
- Lage: Straßenname und Hausnummer oder Flurstücknummer des Kulturdenkmals. Die Grundsortierung der Liste erfolgt nach dieser Adresse. Der Link (Karte) führt zu verschiedenen Kartendiensten mit der Position des Kulturdenkmals. Fehlt dieser Link, wurden die Koordinaten noch nicht eingetragen. Sind diese bekannt, können sie über ein Tool mit einer Kartenansicht einfach nachgetragen werden. In dieser Kartenansicht sind Kulturdenkmale ohne Koordinaten mit einem roten bzw. orangen Marker dargestellt und können durch Verschieben auf die richtige Position in der Karte mit Koordinaten versehen werden. Kulturdenkmale ohne Bild sind an einem blauen bzw. roten Marker erkennbar.
- Datierung: Baubeginn, Fertigstellung, Datum der Erstnennung oder grobe zeitliche Einordnung entsprechend des Eintrags in der sächsischen Denkmaldatenbank
- Beschreibung: Kurzcharakteristik des Kulturdenkmals entsprechend des Eintrags in der sächsischen Denkmaldatenbank, ggf. ergänzt durch die dort nur selten veröffentlichten Erfassungstexte oder zusätzliche Informationen
- ID: Vom Landesamt für Denkmalpflege Sachsen vergebene, das Kulturdenkmal eindeutig identifizierende Objekt-Nummer. Der Link führt zum PDF-Denkmaldokument des Landesamtes für Denkmalpflege Sachsen. Bei ehemaligen Kulturdenkmalen können die Objektnummern unbekannt sein und deshalb fehlen bzw. die Links von aus der Datenbank entfernten Objektnummern ins Leere führen. Ein ggf. vorhandenes Icon  führt zu den Angaben des Kulturdenkmals bei Wikidata.

## Hohenstein-Ernstthal
| Bild                                    | Bezeichnung | Lage                                         | Datierung                                   | Beschreibung | ID       |
| --------------------------------------- | --- | -------------------------------------------- | ------------------------------------------- | --- | -------- |
| Direkt Bild zu diesem Denkmal hochladen | Denkmalschutzgebiet Stadtkern Ernstthal |                                              |                                             | Denkmalschutzgebiet Stadtkern Ernstthal | 09247733 |
|                                         | Denkmalschutzgebiet Stadtkern Hohenstein |                                              |                                             | Denkmalschutzgebiet Stadtkern Hohenstein | 09247732 |
| Direkt Bild zu diesem Denkmal hochladen | Altmarkt mit Heisten, Resten des alten Straßenpflasters, Grünflächen und Resten des ursprünglichen Bergbaus | Altmarkt (Karte)                             |                                             | Ortsgeschichtlich von Bedeutung, regelmäßige Platzanlage mit Bebauung, vorwiegend Wohn- und Geschäftshäuser sowie dem Rathaus in der Mitte des Platzes. | 09235486 |
| Weitere Bilder                          | Brunnen mit Brunnenplastik | Altmarkt (Karte)                             | 1911                                        | Ortsgeschichtlich und künstlerisch von Bedeutung. Wieder aufgestellt, Neuaufbau 1999. | 09235484 |
| Weitere Bilder                          | Wohnhaus in Ecklage | Altmarkt 1 (Karte)                           | 18. Jahrhundert                             | Baugeschichtlich und städtebaulich von Bedeutung, Barockbau mit Segmentbogenportalen. Steiles Mansarddach, Putz erneuert, wichtig aus städtebaulichen Gründen. | 09235657 |
|                                         | Wohnhaus in geschlossener Bebauung und Hintergebäude im Hof | Altmarkt 6 (Karte)                           | 18. Jahrhundert                             | Baugeschichtlich und städtebaulich von Bedeutung, wertvolles Gebäude barocken Ursprungs, im Hof altes Torportal, klassizistisch wirkende Fassade platzbildprägend mit Balkon, repräsentatives Gebäude mit hoher architektonischer Qualität. Gehörte ursprünglich Kaufmann Rahlenbeck um 1870, Putzquaderung im Erdgeschoss, repräsentatives Gebäude mit hoher architektonischer Qualität, große Toreinfahrt mit Tor, Balkon, Zwerchgiebel, Mittelrisalit, barocke Treppenanlage, Halle, Ziegelmauerwerk, barocken Ursprungs, im Hof altes Torportal und alte Fenstergewände. | 09235658 |
|                                         | Wohnhaus in geschlossener Bebauung | Altmarkt 7 (Karte)                           | um 1780                                     | Baugeschichtlich und städtebaulich von Bedeutung, barockes Gebäude mit Segmentbogenportal. Originale Haustür im Hof sowie Tür- und Fenstergewände. | 09235659 |
|                                         | Wohnhaus in geschlossener Bebauung | Altmarkt 8 (Karte)                           | 1. Hälfte 19. Jahrhundert                   | baugeschichtlich und städtebaulich von Bedeutung, barockes Gebäude mit klassizistischem Portal. Originale Haustür und Türportal, Mansarddach, Fensterläden. | 09235660 |
|                                         | Wohnhaus in geschlossener Bebauung | Altmarkt 9 (Karte)                           | 1. Hälfte 19. Jahrhundert                   | Baugeschichtlich und städtebaulich von Bedeutung, barockes Gebäude mit klassizistischem Portal. Originales Türportal und Fenstergewände, Mansarddach. | 09235661 |
| Weitere Bilder                          | Wohnhaus in geschlossener Bebauung in Ecklage | Altmarkt 10 (Karte)                          | 2. Hälfte 18. Jahrhundert                   | Baugeschichtlich, ortshistorisch und städtebaulich von Bedeutung, barockes Gebäude mit Segmentbogenportalen, ehemaliges Bergamtshaus. Türportal und barocke Haustür, heute altersgerechte Wohnungen, Mansarddach. | 09235664 |
|                                         | Wohnhaus in geschlossener Bebauung und drei Hintergebäude um einen Hof | Altmarkt 13 (Karte)                          | 2. Hälfte 18. Jahrhundert, später überformt | Baugeschichtlich von Bedeutung, zeittypisches, städtebaulich bedeutsames Wohnhaus mit Dachhäuschen, typische Hinterhofbebauung hausgeschichtlich und heimatgeschichtlich wichtig als Dokument der Lebens- und Wirtschaftsweise des 18. Jahrhunderts. - Wohnhaus: Zweigeschossig, vier Achsen, Eingang seitlich, Mansardwalmdach, Zwerchhaus mit Satteldach, schlichter Bau, Fenster verändert, im Inneren Kreuzgratgewölbe, gehört zur Altmarktbebauung, daher städtebaulich bedeutsam, - Hintergebäude: Typische spätbarocke Gebäude, Fachwerk-Obergeschoss oder Ziegelmauerwerk, zweigeschossig, Gefache mit Lehmziegeln ausgesetzt, Türen und teilweise auch Fenster original, Mansarddächer mit Schleppgauben, Kronendeckung, Biberschwänze, hausgeschichtlich und heimatgeschichtlich wichtig als typische Hinterhofbebauung, die Lebens- und Wirtschaftsweise des 18. Jahrhunderts von Hohenstein dokumentiert. | 09236905 |
| Weitere Bilder                          | Wohnhaus in geschlossener Bebauung | Altmarkt 14 (Karte)                          | bezeichnet 1676 (Sitznischenportal)         | Baugeschichtlich und städtebaulich von Bedeutung, großes klassizistisches Gebäude mit markantem Segmentbogenportal und älterem Sitznischenportal aus der Renaissancezeit. Sitznischenportal datiert, Satteldach, verschiedene Bauetappen, beide Datierungen am Haus, als Handelshaus erbaut. | 09235478 |
|                                         | Wohnhaus in geschlossener Bebauung | Altmarkt 17 (Karte)                          | 18. Jahrhundert                             | Baugeschichtlich und städtebaulich von Bedeutung, Putzbau mit Segmentbogenportal und schönem Haustor. Türportal mit Schlussstein, alte Türbeschläge, Zwerchgiebel, Ladeneinbau, Satteldach. | 09235479 |
| Weitere Bilder                          | Wohnhaus in geschlossener Bebauung in Ecklage | Altmarkt 18 (Karte)                          | 1676                                        | Baugeschichtlich und städtebaulich von Bedeutung, zum Teil in Fachwerk mit geschweiften Andreaskreuzen, sonst klassizistisch anmutende Putzfassade, schönes Türportal. Verschiedene Bauphasen, Datierung 1676 nachträglich, Türportal von 1779, Türportal Apotheke mit kleinem Mohren datiert „1826“ und „1936“, ein Giebel mit Fachwerk-Obergeschoss, zwei geschweifte Andreaskreuze, liegender Dachstuhl, Satteldach, nach Stadtbrand 1676 wieder erbaut, 1789 Umbau, 1885 Treppenaufgang und Anbau. | 09235480 |
| Weitere Bilder                          | Hotel in geschlossener Bebauung, Eckhaus | Altmarkt 19 (Karte)                          | nach 1674                                   | Ortsgeschichtlich, baugeschichtlich und städtebaulich von Bedeutung, im Kern barock, im historistischen Stil überformt. Vorgängerbau erwähnt 1547, Dreiecksgiebel-Fensterverdachung im Obergeschoss, kannelierte Lisenen, Rundbogenfenster im Erdgeschoss, Putzfassade, Diamantschnitt unter Fenstern im Erdgeschoss, falsche Farbgebung, Mezzaningeschoss. | 09235488 |
| Direkt Bild zu diesem Denkmal hochladen | Gasthof (zwei Hausteile) in geschlossener Bebauung | Altmarkt 20; 21 (Karte)                      | 2. Hälfte 17. Jahrhundert, später überformt | Ortsgeschichtlich, baugeschichtlich und städtebaulich von Bedeutung, schlichter Barockbau mit Segmentbogenportal. Türportal, originale Tür, Satteldach, 1566 erstmals erwähnt, 1674 abgebrannt, Nummer 21 1546 erstmals erwähnt, 1674 abgebrannt, 1699 vermutlich wiederaufgebaut, seit 1864 ein Grundstück, Nummer 20 drei Achsen, Nummer 21 sieben Achsen. | 09235487 |
|                                         | Wohnhaus in Ecklage in geschlossener Bebauung und drei Hintergebäude um einen Hof, davon ein Seitenflügel an der Friedrich-Engels-Straße, heute Stadthaus                                                                                             | Altmarkt 30 (Karte)                          | bezeichnet 1718                             | Baugeschichtlich und städtebaulich von Bedeutung, prächtiger Barockbau, guter Originalbestand, als Handelshaus erbaut. Denkmaltext: 1718 auf einer Brandstätte durch den ehemaligen Stadtrichter und Kauf- und Handelsherren Jacob Ebhardt als Wohn- und Handelshaus erbaut. Das Haus besaß zwei Zufahrten, durch die man mit Pferdefuhrwerken in den Innenhof gelangen konnte. Nach dem Tod von Jacob Ebhardt übernahmen dessen Söhne das Haus, die es dann 1763 an den Kaufmann Johann Friedrich Reichel verkauften. Er richtete sich im Vorderhaus eine „vornehme“ Wohnung mit barocken Stuckdecken ein. In den Hinterhäusern und anderen Räumen lagerte er Leinwandwaren, mit denen er handelte. Nach dessen Tod 1802 erwarb Johann Nicolaus Hagen das Haus und nutzte dieses als Handelshaus für Web- und Strumpfwaren. Es wurde zu einem weithin bekannten Handelshaus. Der neue Eigentümer nahm mehrere bauliche Veränderungen vor, die den Wert des Gebäudes steigerten. Sein Sohn Anton Hagen übernahm nach dem Tod des Vaters das Anwesen. Wegen des Rückgangs des Handels mit Web- und Strumpfwaren wandelte er dieses in einen Gasthof um. Der Gasthof wurde als „Deutsches Haus“ bezeichnet und wurde über lange Zeit zu einem beliebten Lokal. Der nachfolgende Besitzer, Gottlob Friedrich Beck, richtete nach 1865 Fabrikationsräume ein. Im Gebäude waren eine Decken- und Strumpfabteilung, ab 1880 eine Seiden- und ab 1897 eine Chenilleabteilung untergebracht. 1919 erwarb die Stadtgemeinde das Haus und brachte darin das Standesamt, die Bibliothek und die Sparkasse unter. Im Saal fand medizinisches Turnen statt und weiterhin wurden Gerätschaften der Feuerwehr gelagert. Zeitweise befand sich auch das Heimatmuseum im Haus. 1991 gehörte das Haus der Stadtverwaltung. Die beschriebenen Besitzerwechsel und Nutzungsänderungen waren immer mit baulichen Maßnahmen am Gebäudekomplex verbunden. Das äußere historische Erscheinungsbild wurde jedoch immer beibehalten. Auf Grund seiner Lage an der Ecke des Altmarkt ist das Haus städtebaulich bedeutsam. Die Nutzungsgeschichte und die Eigentümer des Hauses begründen den orts- und personengeschichtlichen Wert. Bemerkenswert ist die barocke, repräsentative Putzfassade mit Mittelrisalit und großer Toreinfahrt. Zarte Putzstuckdekorationen beleben das Fassadenbild. Abgeschlossen wird das Gebäude durch ein hohes Mansarddach mit großem, im Halbbogen abschließenden Dacherker. Die qualitätvolle und zeittypische Ausprägung des Gebäudes begründet dessen baugeschichtliche Bedeutung. (LfD/2012) Innenhof, Putzfassade, Schlusssteine, guter Originalbestand, Bauherr: Johannes Jacob Ebhardt, Stadtrichter, Kauf- und Handelsherr, als Handelshaus erbaut, 1865 Anbau, 1951 und 1965/66 Umbauten. | 09235481 |
| Direkt Bild zu diesem Denkmal hochladen | Wohnhaus in geschlossener Bebauung, mit Hintergebäuden um einen Hof | Altmarkt 31 (Karte)                          | 18. Jahrhundert                             | Baugeschichtlich und städtebaulich von Bedeutung, schlichter Barockbau, am Hintergebäude Laubengang. Am Hintergebäude Laubengang und alte Fenstergewände, Kacheln im Erdgeschoss, Putzfassade. | 09235483 |
| Weitere Bilder                          | Wohnhaus in Ecklage in geschlossener Bebauung, mit drei Hintergebäuden um eine Hof, davon ein Seitenflügel an der Lichtensteiner Straße | Altmarkt 32 (Karte)                          | um 1750                                     | Baugeschichtlich und städtebaulich von Bedeutung, im Kern barockes Gebäude. Mit Laden, Krüppelwalmdach, Seitengebäude: Mansarddach, Fassadengliederung, Fenster und Tür erhalten, Fenstergewände, Ladeneinbauten am Altmarkt nachträglich. | 09235496 |
|                                         | Wohnhaus in geschlossener Bebauung und Hintergebäude (Seitenflügel im Hof) | Altmarkt 37 (Karte)                          | um 1750                                     | Baugeschichtlich und städtebaulich von Bedeutung, barockes Gebäude mit klassizistischem Portal. Tür und Portal um 1800, Vorderhaus Fachwerk-Obergeschoss verputzt, Erdgeschoss massiv, Tür- und Fenstergewände, Hintergebäude Fachwerk-Obergeschoss. | 09235649 |
| Weitere Bilder                          | Wohnhaus in geschlossener Bebauung, ehemalige Apotheke | Altmarkt 40 (Karte)                          | 1753                                        | Baugeschichtlich und städtebaulich von Bedeutung, barockes Gebäude mit Segmentbogenportal. Türportal mit Schlussstein, schöne Haustür, Fenstergewände original, Zwerchgiebel, Bruchsteinmauerwerk, Fensterläden im Erdgeschoss, Kreuzgewölbe im Hausflur, dort originale Türen und Schrankeinbau, im Obergeschoss schadhafte Deckenbalken, gefährdet!, ursprünglich Apotheke, im Erdgeschoss Kreuzgewölbe in einem Raum, später Fleischerei, noch Haken vorhanden. | 09235651 |
| Weitere Bilder                          | Rathaus (ohne rückwärtige Anbauten) | Altmarkt 41 (Karte)                          | 1702/1703                                   | Ortsgeschichtlich, baugeschichtlich und ortsbildprägend von Bedeutung, an Stelle des einstigen Brauhauses 1702/03 errichtet, 1905 im historistischen Stil umgebaut. Repräsentatives Rathausgebäude, 1702/1703 erbaut, davor Standort des ehemaligen Brauhauses, Anbau an Rathaus war noch bis 1857 Brauhaus, Abriss 1875, neuer Anbau 1905, davor Fleischbänke, 1905 wurden drei Stadtwappen angebracht datiert, Umbau. | 09235485 |
| Weitere Bilder                          | Wegestein | Am Bahnhof (Karte)                           | um 1900                                     | Verkehrsgeschichtlich von Bedeutung. Mit Kilometerangaben, vermutlich Wegweiserstein, kein Meilenstein. | 09235516 |
| Direkt Bild zu diesem Denkmal hochladen | Wohnhaus in halboffener Bebauung | Am Bahnhof 2 (Karte)                         | um 1880                                     | Baugeschichtlich von Bedeutung, Gründerzeitgebäude. Ehemals Rößel & Vetter, Putznutung im Erdgeschoss, Putzquaderung im Sockelbereich, Balkon Eisen, Mezzaningeschoss, Bleiglasfenster im Treppenhaus. | 09235514 |
| Weitere Bilder                          | Transformatorenhäuschen | An der Insel (Karte)                         | um 1910                                     | Technikgeschichtlich und platzbildprägend von Bedeutung. | 09235613 |
| Direkt Bild zu diesem Denkmal hochladen | Villa mit Garten | An der Schwimmhalle 12 (Karte)               | 1920er Jahre                                | Baugeschichtlich von Bedeutung, Anklänge an den Stil der Neuen Sachlichkeit der 1920er Jahre. Außergewöhnliche Gestaltung, schmales Bauwerk, Erker, Fensterläden, großes Treppenhausfenster, eventuell Bauhauseinfluss, Kunze-Villa, ehemals Förderschule, jetzt privat, (Erfasst unter der Anschrift: Unterer Marktsteig 2, Gem. Oberlungwitz, Flstk. 1347a). | 09235578 |
| Weitere Bilder                          | Wohn- und Geschäftshaus und Einfriedung | Antonstraße 2 (Karte)                        | 1882                                        | Bauherr Fabrikant Emil Heidel, zweigeschossig mit flachem Satteldach und zweiachsigem Mittelrisalit, spätklassizistische Gestaltung, im Inneren außergewöhnliche bauzeitliche Ausstattung, Einfriedung straßenseitig mit Granitpfosten, Granitsockel, eingespannten Feldern in Schmiedeeisen, Eingangspfosten mit originaler Laterne, von stadtgeschichtlichem, wirtschaftsgeschichtlichen und baugeschichtlichen Wert. Zunächst als Geschäftshaus genutzt, dabei im Erdgeschoss Arbeitssaal, Kontor, Raum für den Einkauf und drei Lagerräume. Die Wohnräume im Obergeschoss bezog die Familie Heidel erst einige Jahre später. Emil Heidel ließ zunächst in der Firma Berghänel mechanische Webstühle aufstellen und dort für sich produzieren, Firma Heidel & Bergner, Weberei für Raumtextilien. | 09306395 |
| Direkt Bild zu diesem Denkmal hochladen | Fabrik mit Einfriedung (Fabrikantenvilla vor 2010 abgebrochen) | Antonstraße 4 (Karte)                        | 1930                                        | Ortsgeschichtlich und baugeschichtlich von Bedeutung, repräsentativer Bau, Anklänge an den Stil der Moderne und den Art-déco-Stil. Falsche Farbfassung, annähernd quadratischer Bau, Loggia im Erdgeschoss und Obergeschoss, Mezzaningeschoss. Information von R. Uhlig, Erfassung Industriedenkmale 1994: Möbelstoffwerke Hohenstein-Ernstthal GmbH (i. Liquidation). | 09235575 |
| Weitere Bilder                          | Sammlung historischer Maschinen und technischer Unterlagen der Textilindustrie, Bestand des Fördervereins Textil- und Heimatmuseum (anfangs im Fabrikgebäude August-Bebel-Straße 10)                                                                  | Antonstraße 6; 7 (Karte)                     | nach 1900                                   | Technikgeschichtlich von Bedeutung. 1992–1995 Präsentation der Ausstellung im Fabrikgebäude August-Bebel-Straße 10, seit 1995 in der ehemaligen Weberei C. F. Jäckel, Antonstraße 6, jetzt (2010) Textil- und Rennsportmuseum Hohenstein-Ernstthal. Aufstellung historischer Maschinen und technischer Unterlagen des Textilmuseums, Stand Februar 1994: [jeweilige Art (Hersteller/Baujahr)] - Kartenschlagmaschine ohne Leviereinrichtung französischer Feinstich 1320 und 880 Platinen (Fa. Große Greiz 1935) - Kartenkopiermaschine für Verdolmasch. (um 1900) - Kartenbindemaschine (um 1920) - Handwebstuhl mit Kontermarsch (1912) - Handwebstuhl mit 400er Chemnitzer Grobstich-Jacquardmaschine (um 1900) - Handwebstuhl mit Schaftmaschine (um 1920) - Kanettenspulmaschine (Sächsische Webstuhlfabrik L. Schönherr Chemnitz 1925) - Schussspulmaschine (Maschinenfabrik Schweiter 1920) - Schlitztrommel-Kreuzspulmaschine (Fa. R. Voigt Chemnitz 1920) - Lattenrost-Konusschärmaschine (Sächsische Webstuhlfabrik L. Schönherr Chemnitz 1940) - Holzschärgatter für 200 Spulen (um 1900) - Doppelbreiter Webstuhl mit 1760er französischer Feinstich-JM (Webstuhlfabrik L. Schönherr 1932) - Jacquardwebstuhl mit 1760er französischer Feinstichmaschine für Decken (L. Schönherr Chemnitz 1917) - Jacquardwebstuhl für Möbelbrokate (L. Schönherr Chemnitz 1932) - Mokettwebstuhl für Doppelplüsch (L. Schönherr Chemnitz 1928) - Jacquardwebstuhl für Möbelgobelins (Webstuhlbau TEXTIMA 1962) - Jacquardwebstuhl für schwere Wandbilder (Webstuhlbau TEXTIMA 1960) - Jacquardwebstuhl für Seidendecken (Webstuhlbau TEXTIMA 1959) - Jacquardwebstuhl für leichte Wandbilder (Webstuhlbau TEXTIMA 1957) - verschiedene Jacquardmaschinen für Verdolstich, Chemnitzer Grobstich, Wiener Feinstich (1915–1957) - Stickautomat (Fa. Würker, Dresden 1935) - Großrundstrickmaschine für Trikotagen (frz. Hersteller 1932) - Kleinrundstrickmaschine für Feinstrümpfe (Wirkbau Karl-Marx-Stadt 1961) - Spezialnähmaschine für Strumpfhosen - Doppelzylinder-Kleinrundstrickmaschine (TEXTIMA Limbach-Oberfr., Fa. Hilscher Chemnitz 1935) - Kettenwirkmaschine - Nähwirkmaschine - Sammlung alter Strick- und Nähmaschinen (um 1900) - Musterbücher und Gewebemuster als Archivbestand (ab 1900). | 09235615 |
| Direkt Bild zu diesem Denkmal hochladen | Pförtnerhäuschen und Einfriedung | August-Bebel-Straße 3 (Karte)                | Um 1910                                     | Bau vorn an der Einfahrt in den Gewerbehof, baulich mit der Villa August-Bebel-Straße 3a verbunden, architektonisch anspruchsvoll im Stil seiner Zeit gestaltet, wirtschafts- und baugeschichtlich von Bedeutung | 09307147 |
| Direkt Bild zu diesem Denkmal hochladen | Villa und Einfriedung | August-Bebel-Straße 3a (Karte)               | um 1910                                     | Baugeschichtlich von Bedeutung, im Heimatstil, qualitätvoller Bau mit Fachwerkelementen. Baumeister wahrscheinlich Louis Richter, qualitätvoller Bau mit Fachwerkelementen, verschieferter Dreiecksgiebel, steiles Satteldach, Vorhäuschen, Fensterläden, Fensteroberlichter geteilt durch Sprossen, durch Jugendstil geprägt, sehr qualitätvolle Gestaltung. | 09235576 |
| Direkt Bild zu diesem Denkmal hochladen | Villa mit Einfriedung | August-Bebel-Straße 25 (Karte)               | um 1925                                     | Baugeschichtlich von Bedeutung, traditionalistischer Putzbau mit zeittypischer Ornamentik. Farbglasfenster, Dreiecksgiebelchen, annähernd quadratischer Grundriss, überkragendes Dach, Holzüberdachung, zeittypische Ornamentik. | 09235577 |
| Weitere Bilder                          | Wohnhaus in ehemals geschlossener Bebauung | Breite Straße 6 (Karte)                      | 1816                                        | Baugeschichtlich von Bedeutung, Barockbau mit Segmentbogenportal. Originale Haustür, Fenster- und Türgewände, Mansarddach. | 09235624 |
|                                         | Mietshaus in geschlossener Bebauung | Breite Straße 11 (Karte)                     | um 1890                                     | Mit Laden, baugeschichtlich von Bedeutung, Gründerzeitgebäude. Große verzierte Haustür, verzierte Gitter, Fensterverdachungen im Obergeschoss, Putzfassade. | 09235626 |
|                                         | Mietshaus in geschlossener Bebauung | Breite Straße 17 (Karte)                     | um 1890, später überformt                   | Baugeschichtlich von Bedeutung, Gründerzeitgebäude, Fassade im Art-déco-Stil. Satteldach, zum Zeitpunkt der Erfassung restauriert. | 09235625 |
| Direkt Bild zu diesem Denkmal hochladen | Wohnhaus in Ecklage | Conrad-Clauß-Straße 1 (Karte)                | um 1890                                     | Mit Laden, baugeschichtlich von Bedeutung, gründerzeitliche Klinkerfassade. Klinkermischbauweise, Dreiecksgiebelverdachung im Obergeschoss, dreigeschossig. | 09235499 |
| Direkt Bild zu diesem Denkmal hochladen | Wohnhaus | Conrad-Clauß-Straße 1a (Karte)               | bezeichnet 1904                             | Mit Laden, baugeschichtlich von Bedeutung, im späthistoristischen Stil, repräsentative Eingangsgestaltung. Putzfassade, Erker, Betonfenstergewände, Glasätzung, Laden und Haustür aus Entstehungszeit. | 09235523 |
| Direkt Bild zu diesem Denkmal hochladen | Villa mit Einfriedung | Conrad-Clauß-Straße 1c (Karte)               | um 1925                                     | Baugeschichtlich von Bedeutung, im traditionalistischen Stil der 1920er Jahre. Einfaches Bauwerk, Baubeispiel aus Zeit um 1925, Klinker, Putzfassade. | 09235520 |
| Direkt Bild zu diesem Denkmal hochladen | Villa mit Einfriedung | Conrad-Clauß-Straße 2c (Karte)               | um 1910                                     | Baugeschichtlich von Bedeutung, im Reformstil der Zeit um 1910. Putzfassade, Erker, Putto, einfache Gestaltung. | 09235522 |
| Direkt Bild zu diesem Denkmal hochladen | Villa mit Einfriedung | Conrad-Clauß-Straße 2d (Karte)               | 1912                                        | Baugeschichtlich von Bedeutung, im Reformstil der Zeit um 1910. Kannelierte Lisenen, einfache Gestaltung. | 09235521 |
| Direkt Bild zu diesem Denkmal hochladen | Mietshaus in halboffener Bebauung mit seitlicher Einfriedung, angebaut an benachbarte Fabrik Nr. 11 | Conrad-Clauß-Straße 5 (Karte)                | um 1910                                     | Baugeschichtlich von Bedeutung, im Reformstil der Zeit um 1910. Putzfassade, originale Fassadengliederung und Haustür. | 09235538 |
| Direkt Bild zu diesem Denkmal hochladen | Fabrik- und Verwaltungsgebäude sowie rückwärtige Shedhalle | Conrad-Clauß-Straße 11 (Karte)               | 1910–1913                                   | Repräsentativer Putzbau im Reformstil der Zeit um 1910, Anklänge an den Stil des Neoklassizismus, erbaut durch die Chemnitzer Architekten Zapp & Basarke, baugeschichtlich, kunstgeschichtlich und künstlerisch von Bedeutung. Ehemalige Möbelstoff- und Plüschwerke, repräsentatives Gebäude, wichtig für Straßenbild, kannelierte Lisenen, originale Haustür, Putzfassade. | 09235537 |
| Direkt Bild zu diesem Denkmal hochladen | Fabrikantenvilla mit Einfriedung und Garten | Conrad-Clauß-Straße 13 (Karte)               | bezeichnet 1912 (Villa)                     | Baugeschichtlich von Bedeutung, repräsentatives Gebäude im Reformstil der Zeit um 1910 von künstlerischem Wert. Sehr guter Originalzustand, ornamentalen Verzierungen, Eckquaderung, ehemalige Fabrikantenvilla Karl Vetter, Treppenhaus mit Bleiglasfenstern. | 09235535 |
| Direkt Bild zu diesem Denkmal hochladen | Mietshaus in Ecklage in halboffener Bebauung | Conrad-Clauß-Straße 20 (Karte)               | um 1910                                     | Baugeschichtlich von Bedeutung, straßenbildprägender Putzbau, verschiedene Putzstrukturen und Eckerker. Putzfassade, Betonfensterelemente, verschiedene Putzstrukturen, Polygon- und Klinkersockel, Haustür mit Jugendstilornamentik, Eckerker, im Zwerchgiebel Putzverzierungen. | 09235536 |
| Weitere Bilder                          | Amtsgericht | Conrad-Clauß-Straße 22 (Karte)               | 1904/1905                                   | Heute Polizeigebäude, baugeschichtlich und ortsgeschichtlich von Bedeutung, Anklänge an Neobarock und Jugendstil. Gefängnis (Hintergebäude, Anschrift: Schillerstraße 7a), Abbruch des Hintergebäudes durch das RP Chemnitz im August 2004 genehmigt. | 09235534 |
|                                         | Mietshaus in geschlossener Bebauung | Conrad-Clauß-Straße 34 (Karte)               | um 1900                                     | Baugeschichtlich von Bedeutung, Gründerzeitgebäude mit repräsentativer Klinkerfassade. Fensterverdachungen im Obergeschoss, Klinkermischbauweise, Fenster teilweise original. | 09235539 |
| Weitere Bilder                          | Mietshaus in Ecklage | Dr.-Wilhelm-Külz-Platz 1 (Karte)             | bezeichnet 1900                             | Baugeschichtlich und städtebaulich von Bedeutung, repräsentativer Gründerzeitbau mit Eckturm, bildet bauliche Einheit mit Nummer 2 und 3. Klinkerfassade, reiche Fassadengliederung, wichtig für Ortsbild, Säulchen, Fensterverdachungen, figurale Ornamente. | 09235509 |
| Weitere Bilder                          | Mietshaus in geschlossener Bebauung | Dr.-Wilhelm-Külz-Platz 2 (Karte)             | bezeichnet 1900                             | Baugeschichtlich und städtebaulich von Bedeutung, repräsentativer Gründerzeitbau, bildet bauliche Einheit mit Nummer 1 und 3. Klinkerfassade, reiche Fassadengliederung, wichtig für Ortsbild. | 09235508 |
| Weitere Bilder                          | Mietshaus in Ecklage | Dr.-Wilhelm-Külz-Platz 3 (Karte)             | bezeichnet 1901                             | Baugeschichtlich und städtebaulich von Bedeutung, repräsentativer Gründerzeitbau mit Eckturm, bildet bauliche Einheit mit Nummer 1 und 2. Klinkerfassade, reiche Fassadengliederung, wichtig für Platzbild. | 09235507 |
| Direkt Bild zu diesem Denkmal hochladen | Bergmannsdenkmal | Dresdner Straße (Karte)                      | Ende 19. Jahrhundert                        | Ortsgeschichtlich von Bedeutung, erinnert an letzte Schicht in der Grube St. Lambertus im Jahr 1910. | 09235554 |
| Weitere Bilder                          | Heiste mit Eisengeländer und Treppe | Dresdner Straße (Karte)                      | 1896                                        | Geschichtlich und ortsbildprägend von Bedeutung, typisch für diesen Landschaftsraum. Erneuert 1992 | 09235638 |
| Weitere Bilder                          | Gedenkstätte für die Verfolgten des Naziregimes (VdN) | Dresdner Straße (Karte)                      | 1965 (VdN-Ehrenmal)                         | Geschichtlich und künstlerisch von Bedeutung. „Am 8. Mai 1965 wurde an der Dresdner Straße, Ecke Anton-Günter-Weg, ein Denkmal für alle verfolgten, inhaftierten und getöteten Opfer des Nationalsozialismus im ehemaligen Kreisgebiet Hohenstein-Ernstthal eingeweiht. Während der Zeit 1933 bis 1945 wurden mindestens 465 Bürger dieses Gebietes verfolgt und eingekerkert. 31 von ihnen starben an den Verfolgungen. Ihnnen allen ist die Inschrift dieses gemauerten Denkmals zugeeignet: Verschwunden, aber nicht vergessen. Niedergeknüppelt, aber nicht widerlegt.“ | 09235556 |
| Direkt Bild zu diesem Denkmal hochladen | Wohnhaus in geschlossener Bebauung | Dresdner Straße 8 (Karte)                    | um 1870                                     | Hübsches Gründerzeithaus mit originaler Fassadengliederung, baugeschichtlich von Bedeutung. Laden ehemalige Drogerie, originale Fassadengliederung in Obergeschossen, ursprünglich ockerfarben, Satteldach, Rundbogenfenster im ersten Obergeschoss, dreigeschossig, Ladenzone verändert, ältere Gebäudereste – Keller. | 09235489 |
| Weitere Bilder                          | Wohnhaus in Ecklage, mit mehreren Hintergebäuden um zwei Höfe sowie Seitengebäude an der Straße Ziegenberg | Dresdner Straße 19 (Karte)                   | 18. Jahrhundert                             | Mächtiger Barockbau mit prächtigem Rokoko-Portal, baugeschichtlich und künstlerisch von Bedeutung. Denkmaltext: Erste Erwähnung bereits 1605 im „Strellerschen Hausbuch“. Darin steht geschrieben, dass das Haus durch Frau Euphenia – Andreas Großers Witwe – für 500 Gulden von ihren Kindern erworben wurde. Damals lag auf dem Haus bereits das Braurecht. Aus der Stadtgeschichte kann man schließen, dass das Haus vermutlich Ende des 15. Jahrhunderts erbaut wurde. Es waren seitdem mehrfache Stadtbrände zu verzeichnen, so dass davon ausgegangen werden muss, dass von der Ursprungssubstanz wenig übrig geblieben sein wird. 1621 erwarb der Sohn der Euphenia Großer, Heinrich Großer, das Grundstück. Bereits 1667 erfolgte der Weiterverkauf an Gabriel Poetz, Bürger, Sattler und Ratsverwandter, für 350 Gulden. Für den gleichen Preis wurde das Haus bereits ein Jahr später an Christian Steiner, einen Schwiegersohn Heinrich Großers, verkauft. Es ist davon auszugehen, dass das Haus beim Stadtbrand von 1674 zerstört wurde. Weitere Besitzerwechsel folgten 1698, 1732, 1768, 1791, 1800, 1833, 1845, 1856, 1873, 1881, 1899, 1919, 1952, 1956, 1991 und 1992. Prägend für das Haus dürften die Jahrzehnte nach dem großen Stadtbrand gewesen sein, in denen es sich im Besitz von Kauf- und Handelsherren befand. Hierauf deuten auch die zahlreichen großen Keller, teils mit Eisentüren und überhaupt die großzügige Hausanlage hin. Bemerkenswert ist der geschlossene Laubengang im Innenhof. Im Jahr 1820 erfolgte ein grundlegender Umbau, durch den das Haus wesentlich geprägt wurde. Im gleichen Jahr könnte auch der Anbau und die Aufstockung des Hinterhauses erfolgt sein. Zum Zeitpunkt der Denkmalerfassung (1993) befand sich das Haus in einem herausragend guten Originalzustand, wovon sich die große baugeschichtliche Bedeutung ableitet. Gleichzeitig erlangt das Haus bedingt durch seine Nutzungsgeschichte eine große ortsgeschichtliche Bedeutung. (LfD/2012) Zukünftiges Museum, sehr guter Originalbestand, hervorzuheben Haustüren und Wohnungstüren, Innenhof mit geschlossenen Laubengängen, Kellergewölbe, Eisentüren zu Gewölben mit alten Beschlägen, Toreinfahrt an Seitengebäude, große Halle, als Handelshaus erbaut, Rokokotür. | 09235641 |
|                                         | Wohnhaus in geschlossener Bebauung mit Hintergebäuden um einen Hof | Dresdner Straße 34 (Karte)                   | nach 1686, später überformt                 | Baugeschichtlich von Bedeutung, im Kern barockes Gebäude, Türportal mit Schlussstein im Hof, ehemals Laubengang am Hintergebäude. Denkmaltext: Im Häuserbuch der Stadt Hohenstein-Ernstthal ist der Kauf eines Hauses 1582 auf diesem Grundstück durch Paul Schubert verzeichnet. Mehrere Besitzerwechsel sind urkundlich belegt. 1674 kam es zum großen Stadtbrand, bei dem 85 Häuser abbrannten. Im Hausbuch ist vermerkt, dass das Gebäude Dresdner Str. 34 vor 1686 erbaut wurde. Es dürfte also nach dem Stadtbrand und vor 1686 errichtet worden sein. Auch der Baustil des Hauses und die Bauelemente im Inneren des barocken Bürgerhauses bestätigen die Vermutung der Erbauungszeit im 17. Jahrhundert. Neben der repräsentativen Ausprägung des Hauses ist es auch das Braurecht, welches auf dem Haus lag, das darauf schließen lässt, das die Eigentümer stets angesehene Bürger, zumeist Kaufleute gewesen waren. Direkt nachweisbar ist der Hauskauf im Jahr 1847 durch den Kaufmann Georg Saling, der das Haus 1857 weiterverkaufte an den Kaufmann Johann August Voss. Voss hat sich Verdienste erworben durch die Einführung der Seidenweberei in Hohenstein-Ernstthal. Das Gebäude nutzte er als Handelshaus zum Verkauf seiner Waren. Im Haus wurde Erich Wolf Degner geboren, der unter anderem Rektor der Weimarer Musikhochschule gewesen war. Durch die Verbindung zu zwei bedeutsamen Persönlichkeiten erlangt das Haus auch eine große personengeschichtliche sowie auch ortsgeschichtliche Bedeutung. Urkundlich belegt sind grundlegende Umbaumaßnahmen am Neben- und Hintergebäude durch den Kaufmann Johann August Voss im Jahr 1864. Ein Seitengebäude des Hauskomplexes hat laut Häuserbuch bereits 1820 oder früher existiert. Dieses Gebäude wurde nachträglich aufgestockt. 1908 erfolgte ein Schaufenstereinbau am Vorderhaus. Der Umbau von 1969 führte zu gravierenden Veränderungen des Erscheinungsbildes, so wurden beispielsweise die Schmuckelemente an der Fassade abgeschlagen, die Erdgeschosszone wurde grundlegend verändert. Auch das barocke Eingangsportal entfernte man. Erhalten blieb trotzdem ein reicher barocker Baubestand im Inneren – ein barockes Hoftor, Kreuzgratgewölbe, ein verbretterter Laubengang im Innenhof (zum Zeitpunkt der Denkmalausweisung erhalten). Heute befinden sich im Gebäude ein Informationszentrum und die Stadtgalerie. Trotz baulicher Veränderungen gehört dieser Gebäudekomplex zu den wertvollen barocken Bürgerhäusern der Innenstadt, die durch ihren reichen Baubestand und ihre typische Ausprägung baugeschichtlich von Bedeutung sind. (LfD/1993 und 2012) Türportal mit Schlussstein im Hof, ehemals Laubengang, heute verbrettert, Tordurchfahrt mit Tor an Hofseite, Straßenseite modernisiert, Kreuzgewölbe im Hausflur, dort alte Türen mit originalen Beschlägen, im Erdgeschoss Informationszentrum und Stadtgalerie, in Galerieräumen ebenfalls Kreuzgewölbe, Haus nachträglich aufgestockt, ehemaliges Handelshaus, nach Stadtbrand 1686 erfolgte Wiederaufbau, Haus hatte Bierbraurechte. | 09235639 |
|                                         | Wohnhaus in geschlossener Bebauung | Dresdner Straße 36 (Karte)                   | nachträglich bezeichnet 1761                | Baugeschichtlich von Bedeutung, barockes Korbbogenportal mit verziertem Schlussstein. | 09235640 |
|                                         | Haustür und Türportal eines Wohnhauses | Dresdner Straße 40 (Karte)                   | Anfang 19. Jahrhundert                      | Handwerklich-künstlerisch von Bedeutung, hübsches Korbbogenportal. | 09303650 |
| Direkt Bild zu diesem Denkmal hochladen | Wohnhaus in halboffener Bebauung sowie Garten mit Plastiken und Ausstattung | Dresdner Straße 48 (Karte)                   | bezeichnet 1863                             | Baugeschichtlich von Bedeutung, Fassade von klassizistischer Wirkung. - Originale Fassadengliederung mit Putzquaderung im Erdgeschoss, Eckquaderung, Fensterverdachungen Obergeschoss, Reste Türgewände, als Mietwohnhaus erbaut, Zusammenhang zu Fabrikant Beck, falsche Farbfassung, - Im Garten Kleinplastiken: zwei Putten, Porphyr, Höhe 50 cm (Allegorie des Sommers und Herbstes), Skulptur, Porphyr, Höhe 80 cm (Sitzende Frau, Symbol der Ernte), Kannelierte Säule mit Vasenaufsatz, Porphyr, 19. Jahrhundert, Sitzbank mit geschweiften Armlehnen, Sandstein, Anfang 19. Jahrhundert. | 09235627 |
| Direkt Bild zu diesem Denkmal hochladen | Mietshauszeile, bestehend aus acht Mietshäusern in geschlossener Bebauung | Dresdner Straße 73 bis 87 (ungerade) (Karte) | um 1900                                     | Baugeschichtlich und straßenbildprägend von Bedeutung, gründerzeitliche Klinkerbauten, Wohnhauszeile mit ähnlicher Gestaltung. Roter Klinker, Teil einer Wohnhauszeile mit ähnlicher Gestaltung, zweigeschossig, Satteldach, Zwerchgiebel, Nummer 85 als einziges Gebäude der „Roten Acht“ nachträglich verputzt und rot gefärbt. | 09235628 |
| Direkt Bild zu diesem Denkmal hochladen | Huthaus | Dresdner Straße 109 (Karte)                  | 1846, vielleicht älter                      | Bergbau- und ortsgeschichtlich von Bedeutung. Ursprünglich erfasst unter der falschen Adresse Lampertusweg 1. | 09235555 |
| Direkt Bild zu diesem Denkmal hochladen | Wohnhaus | Feldstraße 79 (Karte)                        | 1890/1900                                   | Baugeschichtlich von Bedeutung, gründerzeitliche Klinkerfassade mit Schwebegiebel. Klinkerfassade, kleiner Erker, Balkon, Klinker-Zierelemente, leichter Schwebegiebel, Einfamilienhaus. | 09235552 |
|                                         | Posthalterei mit Nebengebäude (Remise), heute Wohnhaus mit Gaststätte und Volkskunstmuseum | Friedrich-Engels-Straße 1 (Karte)            | bezeichnet 1691                             | Bedeutender Fachwerkbau, am Rand des Altmarkts gelegen, Fachwerkobergeschoss mit doppelten Andreaskreuzen in den Brüstungsflächen und geschweiften Kopfstreben. Schlussstein mit Initialen und datiert, wahrscheinlich Johann Großer, Erdgeschoss massiv unterfahren um 1750, Fachwerk-Obergeschoss, mit je zwei Andreaskreuzen in einem Gefach, ursprünglich Tür im Obergeschoss, geschweifte Kopfbänder, geblattet, überkragende Schwelle, Haustür um 1800, Mansarddach, Erdgeschoss verändert, 1860 Eingang verändert. | 09235482 |
|                                         | Wohnhaus in geschlossener Bebauung | Friedrich-Engels-Straße 5 (Karte)            | bezeichnet 1844                             | Baugeschichtlich von Bedeutung, mit klassizistischem Portal. Relativ steiles Satteldach, Haus massiv, Erdgeschoss Ladeneinbau, Fenstergewände teilweise original, Haustür original. | 09235526 |
| Weitere Bilder                          | Wohnhaus in ehemals geschlossener Bebauung | Friedrich-Engels-Straße 15 (Karte)           | 1. Hälfte 19. Jahrhundert                   | Baugeschichtlich von Bedeutung, mit hübschem Segmentbogenportal. Putzfassade, Fenstergewände verändert, Tür und Türportal original, Satteldach. | 09235525 |
| Weitere Bilder                          | Mietshaus in geschlossener Bebauung | Friedrich-Engels-Straße 21 (Karte)           | 1894                                        | Baugeschichtlich von Bedeutung, repräsentatives Gründerzeitgebäude, zwei Seitenrisalite mit Volutengiebeln. Klinkermischbauweise, Polygonmauerwerk als Sockel, reich verzierte Haustür, Sandsteinelemente, gelber Klinker. | 09235642 |
|                                         | Mietshaus in geschlossener Bebauung | Friedrich-Engels-Straße 23 (Karte)           | 1897, später überformt (Mietshaus)          | Mietshaus in geschlossener Bebauung; baugeschichtlich von Bedeutung, Gründerzeithaus mit später, im Art-Déco-Stil überformter Fassade | 09235643 |
| Weitere Bilder                          | Wohnhaus in halboffener Bebauung | Friedrich-Engels-Straße 27 (Karte)           | bezeichnet 1927                             | Baugeschichtlich von Bedeutung, Putzbau mit Art-déco-Fassade, straßenbildprägender Eckerker. Guter Originalbestand, Putzfassade, Putzstuck, halbrunder Erker. | 09235646 |
| Weitere Bilder                          | Wohnhaus | Friedrich-Engels-Straße 29 (Karte)           | um 1890                                     | Baugeschichtlich von Bedeutung, Gründerzeitgebäude. Eventuell auch Villa, Klinkerfassade, Fensterverdachungen: Dreiecksgiebelchen im Erdgeschoss, waagrecht im Obergeschoss, annähernd quadratischer Grundriss, Polygonmauerwerk Sockel. | 09235644 |
| Weitere Bilder                          | Doppelwohnhaus, Fabrikantenvilla | Friedrich-Engels-Straße 31; 33 (Karte)       | bezeichnet 1900                             | Heute Seniorenheim, ortsgeschichtlich und baugeschichtlich von Bedeutung, im Stil des Historismus, Bauherren Fabrikanten Gebrüder Wilhelm und Adolf Böttcher. Bauherren Fabrikanten Gebrüder Wilhelm und Adolf Böttcher, qualitätvolle Gestaltung, guter Originalbestand, Putzfassade, Sockel Polygonmauerwerk, Erker, Satteldächer, Seitenrisalite, mit Garten, dieser vor 2010 größtenteils überbaut, daher als Abbruch verzeichnet. | 09235645 |
| Weitere Bilder                          | Wohnhaus in Ecklage | Friedrich-Engels-Straße 37 (Karte)           | um 1900                                     | Baugeschichtlich von Bedeutung, Gründerzeitgebäude mit straßenbildprägendem Eckerker. Putzfassade mit Klinkersockel und Polygonmauerwerk, Eckerker mit Kuppel und Zwerchgiebel. | 09235532 |
| Weitere Bilder                          | Doppelwohnhaus | Friedrich-Engels-Straße 64; 66 (Karte)       | bezeichnet 1904                             | Baugeschichtlich von Bedeutung, Gründerzeitgebäude, Putzfassade mit Schwebegiebel. Putzfassade mit Schwebegiebel, Sockel Klinker, originale Gauben. | 09235540 |
| Weitere Bilder                          | Wohnhaus (mit zwei Eingängen) in offener Bebauung | Friedrich-Engels-Straße 65; 67 (Karte)       | um 1955                                     | Baugeschichtlich von Bedeutung, im Stil der Nationalen Bautradition der 1950er Jahre. Putzverzierungen, Beispiel aus Bauphase 1950/1960. | 09235573 |
| Weitere Bilder                          | Villa | Friedrich-Engels-Straße 89 (Karte)           | um 1912                                     | Baugeschichtlich von Bedeutung, schlichter Villenbau im Reformstil der Zeit um 1910. Putzfassade, schlichte Fassadengestaltung. | 09235572 |
| Direkt Bild zu diesem Denkmal hochladen | Villa | Goldbachstraße 13b (Karte)                   | um 1925                                     | Baugeschichtlich und ortsgeschichtlich von Bedeutung, schlichte Gestaltung im Reformstil der Zeit nach 1910, ehemals Villa des Strumpffabrikanten Fritz Albanus. Putzfassade, Werksteinsockel, originale Haustür und Fenster, schlichte Gestaltung, Freitreppe, Wintergarten, Terrasse, Innenausstattung einfach, Holzbalkendecke im Flur, originale Haustür, Obergeschoss einfach, schlichte Stuckdecken. | 09235474 |
| Direkt Bild zu diesem Denkmal hochladen | Textilfabrik mit Pförtnerhaus und Einfriedung | Heinrich-Heine-Straße 1a (Karte)             | 1946                                        | Bemerkenswerte, durch das Bauhaus geprägter Fabrikanlage, Klinkerbauten, ortsgeschichtlich und baugeschichtlich von Bedeutung. Pforte: Klinker, Gebäude mit Sheddach. | 09235548 |
| Direkt Bild zu diesem Denkmal hochladen | Heiste mit Treppen und Brunnen | Herrmannstraße (Karte)                       | 19. Jahrhundert                             | Geschichtlich und ortsbildprägend von Bedeutung, typisch für diesen Landschaftsraum. Gebäudebedingt erhöht gebauter Fußweg, typisch für diesen Landschaftsraum, Böschung neuer Bruchstein, Eisengeländer. Brunnen vor Nummer 59. | 09236668 |
| Direkt Bild zu diesem Denkmal hochladen | Mietshaus in geschlossener Bebauung | Herrmannstraße 27 (Karte)                    | um 1900                                     | Baugeschichtlich von Bedeutung, gründerzeitliche Putzfassade. Putzfassade, Lisenen, Fensterverdachungen im ersten und zweiten Obergeschoss, Putzstuck, Haustür original, Fensteroberlichter farbiges Glas, Jugendstileinfluss, moderner Garageneinbau Fassade entstellend. | 09235611 |
| Direkt Bild zu diesem Denkmal hochladen | Wohnhaus in Ecklage, ehemals mit Gaststätte | Herrmannstraße 37 (Karte)                    | 2. Hälfte 19. Jahrhundert                   | Baugeschichtlich von Bedeutung, Gründerzeitgebäude, Balkon mit schmiedeeisernem Gitter. Mittelrisalit, Zwerchgiebel, Gastsaal vermutlich angebaut, Fensterverdachungen im Obergeschoss. | 09235610 |
| Direkt Bild zu diesem Denkmal hochladen | Schule | Herrmannstraße 38 (Karte)                    | um 1900                                     | Orts- und baugeschichtlich von Bedeutung, zwischen Neobarock und Jugendstil. | 09235608 |
| Direkt Bild zu diesem Denkmal hochladen | Verwaltungsgebäude, später Poliklinik | Herrmannstraße 39 (Karte)                    | 1927 (Krankenkasse)                         | Ortsgeschichtlich und baugeschichtlich von Bedeutung, guter Originalbestand, traditionalistischer Bau zum Teil mit Spitzbogenfenstern. Guter Originalbestand, Putzfärbung, erbaut von Ortskrankenkasse, figürlicher Schmuck, Inschrift, Badeeinrichtungen, alte Fliesen, Geländer, Treppenaufgang. | 09235609 |
| Direkt Bild zu diesem Denkmal hochladen | Mietshaus in Ecklage | Herrmannstraße 42 (Karte)                    | 1898                                        | Mit Laden, baugeschichtlich von Bedeutung, repräsentative Eckgestaltung, im Stil der Neorenaissance. Roter Klinker, Erdgeschoss Putz, Laden aus Entstehungszeit, originale sehr schöne Haustür und Fenster, Betonfenstergewände. | 09235607 |
| Direkt Bild zu diesem Denkmal hochladen | Wohnhaus in geschlossener Bebauung | Herrmannstraße 57 (Karte)                    | 2. Hälfte 19. Jahrhundert, im Kern älter    | Baugeschichtlich von Bedeutung, gründerzeitliche Putzfassade. Originale Fenstergewände und Haustür, Obergeschoss verändert, eventuell erweitert, Putzfassade, Bauklempnerei. | 09235606 |
| Weitere Bilder                          | Kirche St. Christophori mit Ausstattung | Hinrich-Wichern-Straße (Karte)               | 1756/1757                                   | Baugeschichtlich, ortsgeschichtlich und ortsbildprägend von Bedeutung, barocke Saalkirche, Neubau von 1756/57 nach Plänen Ratsbaumeister Johann Gottlieb Ohndorff aus Freiberg. 1536 von Bergbauleuten erbaute Kapelle aus Holz und Lehm, 1565/1567 einfaches Kirchengebäude geweiht St. Christophorus, Schutzpatron der Bergleute, auf Umfassungsmauern der alten Kirche Neubau von 1756/57, nach Plänen Ratsbaumeister Johann Gottlieb Ohndorff aus Freiberg, 1792/1793 Westturm, Saalbau mit halbkreisförmiger Apsis, 1889 Außen und Innen verändert, Taufe: Marmor von Michael Hegewald 1610, Orgelprospekt Mitte 18. Jahrhundert, Veränderungen 1889 nach Plänen Gotthilf Ludwig Möckel, Ausstattung: Tauf- und Orgelprospekt. | 09235529 |
| Direkt Bild zu diesem Denkmal hochladen | Friedhof mit Aussegnungshalle, Grabstätten (unter anderem Grabstätte Familie Karl Vetter), 20 Soldatengräber (Holzkreuze für gefallene deutsche Soldaten des Zweiten Weltkrieges) sowie Gedenkstein für Gefallene im deutsch-deutschen Krieg von 1866 | Hinrich-Wichern-Straße (Karte)               | um 1910                                     | Bau- und ortsgeschichtlich von Bedeutung, Aussegnungshalle im Reformstil der Zeit um 1910. | 09235563 |
| Weitere Bilder                          | Wohnhaus und Gedenktafel für Gotthilf Heinrich Schubert | Hinrich-Wichern-Straße 1 (Karte)             | 1718                                        | Geschichtlich, städtebaulich und baugeschichtlich von Bedeutung, schlichter Barockbau mit Segmentbogenportal, wichtige Lage zwischen Altmarkt und Kirchplatz, Geburtshaus von Gotthilf Heinrich von Schubert (1780–1860), Naturforscher und Romantiker. G. H. Schubert, geboren am 26. April 1780, Naturforscher und Schriftsteller, Tür- und Fenstergewände, Mansardwalmdach. | 09235652 |
| Direkt Bild zu diesem Denkmal hochladen | Villa (Nr. 5) mit Garten und Einfriedung sowie Garage mit Bedienstetenwohnung (Nr. 3) | Hinrich-Wichern-Straße 3; 5 (Karte)          | 1928–1930                                   | Als Musterhaus vom Kölner Architekten Hans Heinz Lüttgen erbaut, Anklänge an den Stil der Neuen Sachlichkeit, künstlerisch und baugeschichtlich von Bedeutung. Kratzputz, Fenster mit Bruchsteinumrahmung, Balkone, Bauhauseinfluss, im Inneren Originalbestand gut erhalten, zum Beispiel Einbauschränke und Holzvertäfelung, als Naturstein eingesetzt, als Landhaus erbaut, Hans Heinz Lüttgen Architekt aus Köln, Gartengestaltung Bernhard Dannenberg, Köln, Bauleitung Friedrich Hähnlein. | 09235655 |
|                                         | Pfarrhaus | Hinrich-Wichern-Straße 4 (Karte)             | 18. Jahrhundert                             | Im Kern Barockbau, im Stil der Neorenaissance um 1900 überformt, baugeschichtlich, ortsgeschichtlich und ortsbildprägend von Bedeutung. Putzfassade, Zwerchgiebel, ältere Reste. | 09235654 |
| Weitere Bilder                          | Denkmal für Gotthilf Heinrich von Schubert | Hinrich-Wichern-Straße 4 (vor) (Karte)       | 1880                                        | Ortsgeschichtlich und künstlerisch von Bedeutung, zu Ehren von Gotthilf Heinrich von Schubert (1780–1860), Naturforscher und Romantiker. Zum Gedenken an Naturforscher und volkstümlichen Schriftsteller errichtet, Bronzebüste auf Steinsockel (vor der Stadtkirche). | 09235653 |
| Weitere Bilder                          | Sachgesamtheit Sowjetischer Ehrenfriedhof, mit Ehrenmal und Soldatengräbern (als Sachgesamtheitsteile) | Hüttengrund (Karte)                          | 1946–1948 (Gedenkstätte)                    | Geschichtlich von Bedeutung. Hier ruhen 299 sowjetische Kriegsgefangene und Zwangsarbeiter, gestaltet unter Mitwirkung der ehemaligen Stadtkommandantur und SDAG Wismut. In vier Gemeinschaftsgräbern ruhen 96 Kriegsgefangene und Zwangsarbeiter. Auf den Gräbern je ein Gedenkstein mit den Namen und Daten der hier ruhenden Toten (nicht alle bekannt), darüber Sowjetstern. Errichtet: 1950. In Reihengräbern ruhen hier 299 Sowjetbürger, hauptsächlich Kriegsgefangene, die in einem so genannten „Lazarett“, welches im Bethlehemstift eingerichtet war, verstorben sind. Außerdem erfolgten 1946 Umbettungen von Sowjetbürgern aus dem Kreisgebiet Glauchau hierher. – Die Angehörigen anderer Nationen, die ebenfalls hier beigesetzt waren, wurden nach 1945 in ihre Heimatländer überführt. Heute ruhen neben den Sowjetbürgern noch italienische Staatsbürger hier. Auf 12 großen Granitsteinen sind 299 Namen und Daten von Sowjetbürgern, auf zwei großen Grabsteinen die Namen von 138 weiteren Toten anderer Länder, hauptsächlich Italiener, genannt. Im Vordergrund der Anlage: Auf einer dreistufigen Plattform ein Kubus, im oberen Drittel an allen Seiten Sowjetstern, darunter vorgesetzte Tafel mit ehrender Inschrift. Die Anlage wird durch ein Gedenktor betreten, welches im oberen Gesimsbalken ebenfalls ehrende Inschrift trägt. Material: Beton, Höhe zirka 350 cm, errichtet: 1946/48. | 09235670 |
| Weitere Bilder                          | Eisenbahnbrücke Strecke Chemnitz–Zwickau | Hüttengrund (Karte)                          | 1858                                        | Baugeschichtlich und verkehrsgeschichtlich von Bedeutung, fünfjochige Bogenbrücke. | 09235570 |
|                                         | Villa, später zum Bethlehemstift | Hüttengrund 44 (Karte)                       | 1904                                        | In Holzblockbauweise, orts- und baugeschichtlich von Bedeutung. Erbaut für Frau Minna Zwingenberger, Holzblockbauweise, Eiche, Innenwände Gipswände mit Luftschicht, damit Innenwände feuerfest seien, Kellergeschoss Ziegelmauerwerk mit Luftschicht, Dachdeckung rote Ziegelpfannen, in Wohnräumen doppelte Decken, guter Originalzustand, weit überkragendes Dach, Holzverzierungen an Veranden, 1911 Ankauf Blockhaus Hüttengrund durch Bethlehemstift, Hausnummer: Hüttengrund 44 oder 45? | 09235567 |
| Weitere Bilder                          | Kinderheim mit drei Gebäuden | Hüttengrund 49 (Karte)                       | 1891                                        | Als Kinderheim für Knaben und Mädchen erbaut, Gründerzeitgebäude im Fachwerkstil, Architekt: Paul Lange aus Leipzig, baugeschichtlich und ortsgeschichtlich von Bedeutung. Denkmaltext: Im Jahr 1874, ehe es eine staatliche und kommunale Wohlfahrtspflege gab. gründete die Innere Mission in Augustusbad bei Radeberg ein Heim für erholungsbedürftige Kinder. Das Heim wurde als Bethlehemstift bezeichnet. Dem Beispiel folgend, entstanden in vielen Orten Sachsens Bethlehemstifte. Aber der Bedarf konnte nicht gedeckt werden, so fehlte beispielsweise im Erzgebirge eine vergleichbare Einrichtung. Es gab viele Bemühungen, so die der Niedererzgebirgischen Pastorenkonferenz, mit wenigen Mitteln anzufangen, solche Einrichtungen zu schaffen. Mit dem Besitzer der Gaststätte „Heiterer Blick“, Herrn Otto, fanden sie einen guten Partner, der in seiner Gaststätte „Heiterer Blick“ entsprechende Räumlichkeiten zur Verfügung stellte. Allerdings genügte der Platz zur Unterbringung erholungsbedürftiger Kinder nicht, so dass man sich entschloss, neue Räumlichkeiten zu schaffen. 1891 wurde dann das erste Haus nach Plänen des in Leipzig-Reudnitz wohnenden Architekten Paul Lange erbaut. Dieser Flügel wurde als Kinderhaus genutzt, später war er Altersheim. Das Haus wurde von einer Genossenschaft übernommen, die dann auch 1893 beschloss, ein weiteres Haus zu bauen. Es wurde der dem Kinderhaus gegenüberliegende Flügel erbaut. Beide Flügel wurden durch eine Liegehalle verbunden, die dann später wieder abgebrochen wurde. Das erste Haus wurde nun zum Mädchen- und das zweite zum Knabenhaus. 1895 wurde mit dem Bau des Frauengenesungsheimes begonnen, welches 1897 seiner Nutzung übergeben werden konnte. Auch dieses Haus entstand nach Entwürfen des vorgenannten Architekten. Die Maurerarbeiten übernahm der Baumeister Reichenbach aus Grumbach und die Zimmerarbeiten der Zimmermann Schneeweiß aus Hohenstein. Im Jahr 1900 wurde an Stelle der Liegehalle ein mehrgeschossiger Mittelbau errichtet. Schließlich folgte 1906 das „Waldhaus“. Mit dem Ankauf des „Blockhauses“ der Familie Zwingenberg wurde 1911 das letzte Gebäude des Bethlehemstiftes erworben. Während des Zweiten Weltkrieges erfolgte die Nutzung als Lazarett, nach dem Krieg wieder als Kinderheim, seit 1959 wurde die Anlage als Altersheim genutzt. Es entstand in kurzer Zeit eine aus mehreren Häusern bestehende Anlage mit geschlossenem Erscheinungsbild. Es handelt sich um Gebäude in Klinkermischbauweise mit Fachwerk im Obergeschoss, welches durch Klinker ausgesetzt wurde. Die Satteldächer werden teilweise durch Türmchen bekrönt. Die Anlage ist beispielgebend für die Gesundheitsfürsorge der Zeit um 1900, woraus sich die große sozialgeschichtliche Bedeutung dieser ableitet. Zugleich erlangt der Baukomplex auch baugeschichtliche Bedeutung als typische Sozialbauten ihrer Entstehungszeit. Außerdem ist die Mehrteiligkeit derartiger Anlagen charakteristisch für ihre Entstehungszeit. Durch die Authentizität dieser Wohlfahrtseinrichtung ist diese auch denkmalwürdig. (LfD/2012) Als Kinderheim für Knaben und Mädchen erbaut, drei Gebäude: Waldhaus, Kinderheilstätte Bethlehemstift und Frauengenesungsheim, verschiedene Erweiterungen 1893, 1895, 1900 Liegehalle, 1911 Ankauf Blockhaus Hüttengrund 44, während des Zweiten Weltkrieges Lazarett, nach Krieg wieder Kinderheim, seit 1959 Altersheim, Erstes Haus Klinker und Fachwerk von 1891, Erdgeschoss massiv, Putz, Fenstergewände Klinker, Maurerarbeiten für Stift übernahm Baumeister Reichenbach aus Grumbach, Zimmerarbeiten von Zimmermann Schneeweiß aus Hohenstein-Ernstthal, Architekt Lange, Leipzig. | 09235568 |
| Weitere Bilder                          | Mineralbad mit Bergmannsheim (Nr. 1b), altem Hauptgebäude (Nr. 1a) und Badepark | Im Viertel 1a; 1b (Karte)                    | 1829/1830, später überformt                 | Im Park alter Baumbestand, Gondelteich und Mineralquelle, Bergmannsheim als Erholungsheim für Bergleute, Hauptgebäude mit Kursaal, baugeschichtlich und ortsgeschichtlich von Bedeutung. Denkmaltext: 1765 wurde die Hohensteiner Quelle entdeckt. 1783 kaufte Fürst Otto Karl Friedrich von Schönburg-Waldenburg den Brunnen. Graf Karl Heinrich ließ ein neues Bassin bauen. 1830 folgte der Bau des Badehauses. Der Hohensteiner Apotheker Beckert ließ Wohn- und Wirtschaftsgebäude erbauen. 1862 verkauft Beckert das Bad an den Glauchauer Fabrikanten Heinrich Beck, der darin eine Teppichweberei einrichtete. 1884 wurde das Bad von 1.200 Badegästen besucht. Bis 1913 konnte der Badebetrieb mit Unterbrechungen aufrechterhalten werden. Danach folgte die Zwangsvollstreckung. Um 1930 wurden die Baderäume in ein Heim umgewandelt. Die Gaststätte erhielt den Namen „Oberwaldschänke“. Aus zwei Gebäuden bestehender Gebäudekomplex, welcher heute durch die zahlreichen Besitzerwechsel und Nutzungsänderungen baulich überformt ist, allerdings unter Beibehaltung der Gebäudekubaturen. Das einstige Bergmannsheim weist einen besseren Originalzustand aus. Der Denkmalwert des Gebäudekomplexes ergibt sich vor allem aus dessen sozial- und ortsgeschichtlicher Bedeutung auf Grund der beschriebenen Nutzungsgeschichte. (LfD/2011) Starke Bauveränderungen und Vereinfachungen, 1765 Quelle entdeckt, 1783 kaufte Fürst Otto Karl Friedrich von Schönburg-Waldenburg den Brunnen, Graf Karl Heinrich ließ neues Bassin bauen, 1830 Badehaus gebaut, Hohensteiner Apotheker Beckert ließ Wohn- und Wirtschaftsgebäude bauen, 1861 erwarb Glauchauer Fabrikant Heinrich Beck Anwesen, richtete Teppichweberei ein, um 1930 Umwandlung in Heim, Gaststätte „Oberwaldschänke“. | 09235473 |
| Direkt Bild zu diesem Denkmal hochladen | Wohnhaus in Ecklage mit Einfriedung | Immanuel-Kant-Straße 7 (Karte)               | 1888                                        | Baugeschichtlich von Bedeutung, repräsentativ im Stil der Neorenaissance. Klinkerfassade, Fensterverdachungen, zweigeschossig, Lisenen, Erdgeschoss Bossenquaderung, Polygonsockel, zwei Seitenrisalite mit Pyramidendächern, gelber Klinker, errichtet für Hohensteiner Kaufmann Hempel, sehr guter Originalzustand, gute architektonische Qualität, wichtig für Ortsbild. | 09235524 |
| Direkt Bild zu diesem Denkmal hochladen | Bankgebäude | Immanuel-Kant-Straße 7a (Karte)              | bezeichnet 1927                             | Einst Darmstädter und Nationalbank (DANAT-Bank), ein Bau des Chemnitzer Architekten Erich Basarke, qualitätvolle Gestaltung in Klinker, sehr guter Originalzustand, baugeschichtlich, ortsgeschichtlich und kunstgeschichtlich von Bedeutung. | 09235519 |
| Direkt Bild zu diesem Denkmal hochladen | Mietshaus in geschlossener Bebauung mit Einfriedung des Vorgartens | Immanuel-Kant-Straße 9 (Karte)               | um 1890                                     | Baugeschichtlich von Bedeutung, gründerzeitliche Klinkerfassade mit straßenbildprägendem Giebel. Zwerchgiebel, Polygonsockel, roter Klinker. | 09235518 |
| Direkt Bild zu diesem Denkmal hochladen | Mietshaus in geschlossener Bebauung | Immanuel-Kant-Straße 10                      |                                             | Historisierendes Gebäude mit roter Klinkerfassade und Stuckornamenten, von baugeschichtlichem Wert. | 09305667 |
| Direkt Bild zu diesem Denkmal hochladen | Mietshaus in halboffener Bebauung mit Einfriedung des Vorgartens | Immanuel-Kant-Straße 11 (Karte)              | um 1900                                     | Baugeschichtlich von Bedeutung, gründerzeitliche Klinkerfassade mit straßenbildprägendem Giebel. Klinkerfassade, Sockel Bossenquaderung und Polygonmauerwerk. | 09235517 |
| Direkt Bild zu diesem Denkmal hochladen | Wohnhaus mit Restauration, Eckhaus in geschlossener Bebauung | Immanuel-Kant-Straße 16 (Karte)              | 1898/1900                                   | Eck-Hauptteil dreigeschossig mit ausgebautem Satteldach, die Ecke selbst mit ihren beiden breiten Seitenachsen und der abgeschrägten Mittelachse um ein Geschoss mit steilem Dach erhöht, an der Conrad-Clauß-Straße schließt sich der Saal mit darüber liegendem Bodenraum mit flachem Dach an, Erdgeschoß verputzt, Obergeschosse verklinkert, Fassadengestaltung historistisch, auch im Inneren authentisch erhalten, Haupttreppe in einer reich verzierten Eisenkonstruktion, orts- und baugeschichtliche Bedeutung | 09307454 |
| Direkt Bild zu diesem Denkmal hochladen | Wohnhaus in geschlossener Bebauung | Karl-May-Straße 11 (Karte)                   | um 1830                                     | Baugeschichtlich von Bedeutung, mit klassizistischem Portal. Satteldach, Fenster- und Türgewände original. | 09235588 |
| Direkt Bild zu diesem Denkmal hochladen | Wohnhaus in halboffener Bebauung mit seitlicher Einfriedung und Toreinfahrt sowie Fabrikationsgebäude einer Fabrik im Hof des Grundstücks | Karl-May-Straße 12 (Karte)                   | um 1900, später überformt                   | Orts- und baugeschichtlich von Bedeutung, Wohnhaus Gründerzeitgebäude mit Risalit und Dreiecksgiebel, Fabrik Klinkerfassade der Zeit um 1900 mit moderner Aufstockung der 1920er Jahre. Klinkerfassade, roter Klinker und orangeroter, Ornamente im Dachbereich, vermutlich ehemals Textilfabrik, Vorderhaus: vermutlich ehemals Wohn- und Kontorgebäude, Bleiglasfenster im Treppenhaus, Putzfassade, älter als Fabrikanbau, um 1890. | 09235587 |
| Direkt Bild zu diesem Denkmal hochladen | Wohnhaus in geschlossener Bebauung | Karl-May-Straße 33 (Karte)                   | 1. Hälfte 19. Jahrhundert                   | Baugeschichtlich von Bedeutung, mit Segmentbogenportal. Satteldach, originale Tür- und Fenstergewände, leer stehend, schlechter Bauzustand, vermutlich nicht erhaltbar. | 09235590 |
| Direkt Bild zu diesem Denkmal hochladen | Wohn- und Bürogebäude in geschlossener Bebauung | Karl-May-Straße 36 (Karte)                   | um 1925                                     | Baugeschichtlich von Bedeutung, Putzfassade mit Putzstuckornamentik im Art-déco-Stil. Repräsentatives Gebäude mit rundbogigem Tor und rundbogigen Fenstern, Putzfassade mit Putzstuckornamentik über der Tür, zweiflüglige Haustür mit Oberlicht, originale Gitter im Erdgeschoss vor Fenstern, dreigeschossig, originaler Putz, Fenster, wichtig durch architektonische Qualität und guten Originalzustand, Fassade möglicherweise um 1925 überformt, oder Gebäude um diese Zeit errichtet. | 09235591 |
| Direkt Bild zu diesem Denkmal hochladen | Wohnhaus in geschlossener Bebauung | Karl-May-Straße 38 (Karte)                   | 1834                                        | Ortsgeschichtlich und baugeschichtlich von Bedeutung, einst Sitz des Gesangsvereins Lyra, schlichter Putzbau, prächtiges Korbbogenportal mit originaler Haustür. Am Türportal datiert, originale Haustür, Schlussstein. | 09235592 |
| Direkt Bild zu diesem Denkmal hochladen | Wohnhaus in ehemals geschlossener Bebauung | Karl-May-Straße 48 (Karte)                   | 18. Jahrhundert                             | Baugeschichtlich von Bedeutung, schlichter Barockbau mit Segmentbogenportal und hübschem Schlussstein. Altes Porphyrfenster- und -türgewände, Haustür um 1800, Bruchsteinmauerwerk, Mansarddach, leerstehend | 09235593 |
| Weitere Bilder                          | Wohnhaus in geschlossener Bebauung, Geburtshaus von Karl May | Karl-May-Straße 54 (Karte)                   | 1688                                        | Geschichtlich und baugeschichtlich von Bedeutung, schlichter Putzbau mit Segmentbogenportal, Geburtshaus des Abenteuerschriftstellers Karl May (1842–1912), einer der meistgelesenen Autoren. Massiv, dreigeschossig, Satteldach. | 09235594 |
| Weitere Bilder                          | Heiste mit Eisengeländer | Karlstraße (Karte)                           | 19. Jahrhundert                             | Geschichtlich und ortsbildprägend von Bedeutung, landschaftstypischer, gebäudebedingt erhöht liegender Fußweg. Landschaftstypischer, gebäudebedingt erhöht liegender Fußweg mit Eisengeländer. | 09236667 |
|                                         | Haustür und Türportal eines Wohnhauses | Karlstraße 2 (Karte)                         | 2. Hälfte 18. Jahrhundert                   | Handwerklich-künstlerisch von Bedeutung, hübsches barockes Segmentbogenportal. | 09235663 |
| Direkt Bild zu diesem Denkmal hochladen | Wohnhaus in geschlossener Bebauung | Karlstraße 7 (Karte)                         | um 1830                                     | Baugeschichtlich von Bedeutung, klassizistisches Türportal mit originaler Haustür. | 09303652 |
| Weitere Bilder                          | Wohnhaus in geschlossener Bebauung | Karlstraße 15 (Karte)                        | 2. Hälfte 18. Jahrhundert                   | Baugeschichtlich von Bedeutung, schlichter Barockbau mit Segmentbogenportal. Originale Tür- und Fenstergewände, Fensterläden, Mansarddach. | 09235662 |
| Direkt Bild zu diesem Denkmal hochladen | Kegelbahn | Karlstraße 57 (gegenüber) (Karte)            | 19. Jahrhundert                             | Ortsgeschichtlich von Bedeutung, in dieser Kegelbahn stellte der Schriftsteller Karl May als Junge lange Zeit die Kegel wieder auf, gehört damit zu den an Karl May erinnernden Gebäuden in Hohenstein-Ernstthal. In dieser Kegelbahn stellte Karl May lange Zeit die Kegel wieder auf, gehört damit zu den an Karl May erinnernden Gebäuden in Hohenstein-Ernstthal, Grundstück gehörte vermutlich ursprünglich zu Dresdner Straße 57. | 09235476 |
| Weitere Bilder                          | Mühle | Klausmühle 1 (Karte)                         | 2. Hälfte 18. Jahrhundert                   | Heute Wohnhaus mit Gaststätte, baugeschichtlich, ortsgeschichtlich und technikgeschichtlich von Bedeutung, Fachwerkbau. | 09235571 |
| Direkt Bild zu diesem Denkmal hochladen | Gaststätte | Langenberger Straße 1 (Karte)                | um 1870                                     | Bauteil mit verputztem Erdgeschoss und Obergeschoss in Fachwerk mit Ziegel-Ausfachung, am alten Langenberger Marktsteig in der Nähe der einstigen Windmühle, von stadtgeschichtlichem und baugeschichtlichem Wert. Bau schon auf Plan 1874 eingezeichnet. | 09306555 |
| Direkt Bild zu diesem Denkmal hochladen | Start- und Zielturm der Rennstrecke Sachsenring (wurde vor 2000 umgesetzt in die Lerchenstraße) | Lerchenstraße 16 (Karte)                     | 1960er Jahre                                | Ortsgeschichtlich und verkehrsgeschichtlich von Bedeutung. | 09235569 |
| Direkt Bild zu diesem Denkmal hochladen | Wohnhaus in halboffener Bebauung | Lichtensteiner Straße 13 (Karte)             | um 1830                                     | Baugeschichtlich von Bedeutung, klassizistisches Türportal mit originaler Haustür. Interessante Gestaltung. | 09235648 |
| Direkt Bild zu diesem Denkmal hochladen | Wohnhaus in geschlossener Bebauung | Lichtensteiner Straße 18 (Karte)             | um 1780                                     | Baugeschichtlich von Bedeutung, schlichter Barockbau mit schönem Korbbogenportal und originaler Haustür. Mittelflur mit Kreuzgewölbe, barockes Wohnhaus, dreigeschossig, sechs Achsen, Türportal mit Stichbogen mit Schlussstein, zweiflüglige originale Haustür mit Oberlicht, gute handwerkliche Arbeit, Mansarddach mit zwei Schleppluken, Fenster erneuert, gute architektonische Qualität, guter Originalzustand, wichtig für Kulturlandschaft und Ortsbild. | 09235647 |
| Weitere Bilder                          | Mietshaus, Eckhaus | Logenstraße 1 (Karte)                        | um 1910                                     | Baugeschichtlich von Bedeutung, im Reformstil der Zeit um 1910. Putzfassade mit Fachwerkelementen, wichtig für Straßenbild, Beispiel aus Bauzeit. | 09235580 |
|                                         | Mietshaus, nach rechts in geschlossener Bebauung | Logenstraße 5 (Karte)                        | um 1910                                     | Baugeschichtlich von Bedeutung, im Reformstil der Zeit um 1910, mit Fachwerkelementen. Fachwerkelemente, Giebeldreieck verschiefert, Klinkersockel. | 09235581 |
| Weitere Bilder                          | Doppelmietshaus in geschlossener Bebauung | Logenstraße 7; 9 (Karte)                     | um 1910                                     | Baugeschichtlich von Bedeutung, im Reformstil der Zeit um 1910, mit Fachwerkgiebeln. Fachwerkzwerchgiebel, Putzfassade, Erdgeschoss Klinker, Haustür und Fenster erneuert, kleiner Balkon, Erker. | 09235582 |
|                                         | Mietshaus in geschlossener Bebauung | Logenstraße 11 (Karte)                       | um 1905                                     | Baugeschichtlich von Bedeutung, deutsche Neurenaissance mit Schweifgiebel. Klinkerfassade, roter und gelber Klinker, originale Haustür, Erdgeschoss Putz mit Stuckornamenten, Zwerchgiebel. | 09235583 |
| Direkt Bild zu diesem Denkmal hochladen | Wohn- und Verwaltungsgebäude F. Oskar Zwingenberger (später Kreisgericht) mit Einfriedung | Lungwitzer Straße 2 (Karte)                  | Ab 1875                                     | Ohne Hintergebäude und Garagen, Bau dreigeschossig, die Fenster der drei einstigen Mittelachsen im ersten Obergeschoss mit runden Bögen und umfassendem Bauschmuck, Einfriedung mit Hofeinfahrt mit gemauerten Pfeilern sowie Stützmauer in Schiefergestein, wirtschafts-, orts- und baugeschichtliche Bedeutung | 09307010 |
| Weitere Bilder                          | Mietshaus in Ecklage in geschlossener Bebauung | Lungwitzer Straße 23 (Karte)                 | um 1905                                     | Baugeschichtlich und städtebaulich von Bedeutung, ortsbildprägender Eckbau zwischen Späthistorismus und Jugendstil, Eckbetonung. Ursprünglich mit Laden, Klinkerfassade, gelber Klinker, Erdgeschoss mit Putz und Putznutung, reich verziert, ortsbildprägend. | 09235612 |
| Weitere Bilder                          | Villa in halboffener Bebauung, mit Einfriedung | Lungwitzer Straße 30 (Karte)                 | um 1910                                     | Prächtiger, villenartiger Gründerzeitbau mit aufwendiger Fassadengliederung, baugeschichtlich von Bedeutung. Schöne Oberlichter der Fenster, aufwendige Fassadengliederung, Putzfassade, Sockel Werkstein, Tür aus Entstehungszeit, Laternen, Oberlicht, Bleiglasfenster im Treppenhaus. | 09235614 |
|                                         | Webermeisterhaus | Lungwitzer Straße 39 (Karte)                 | 19. Jahrhundert, später überformt           | Später Amtsgericht, heute Wohnhaus, Eckhaus, ortsgeschichtlich von Bedeutung. Stark vereinfacht | 09235475 |
| Weitere Bilder                          | Fabrikantenvilla mit Einfriedung | Lungwitzer Straße 41 (Karte)                 | um 1905                                     | Mächtige Jugendstilvilla, für den Textilfabrikanten Robert Pfefferkorn errichtet, orts- und baugeschichtlich sowie kunstgeschichtlich und künstlerisch von Bedeutung. Putzfassade, ehemalige Fabrikantenvilla. | 09235585 |
| Weitere Bilder                          | Landratsamt | Lungwitzer Straße 45 (Karte)                 | um 1880                                     | Orts- und baugeschichtlich von Bedeutung, ein dreigeschossiger Neorenaissancebau. Polygonsockel, Klinkerfassade, sollte zwischen 2009 und 2011 abgebrochen werden. | 09235584 |
| Weitere Bilder                          | Häuserzeile, bestehend aus drei Mietshäusern in geschlossener Bebauung | Lutherstraße 3; 5; 7 (Karte)                 | 1914                                        | Baugeschichtlich von Bedeutung, im Reformstil der Zeit um 1910, mit prächtiger Fassadengestaltung und Erkern. Häuserzeile, falsche Farbgebung, guter Originalbestand. | 09235541 |
| Weitere Bilder                          | Wohnhaus mit drei Eingängen | Lutherstraße 4a; 4b; 4c (Karte)              | 1927                                        | Baugeschichtlich von Bedeutung, Anklänge an den Stil des Expressionismus. Teilweise originale Farbfassung erhalten, Erker. | 09235542 |
| Weitere Bilder                          | Wohn- und Geschäftshaus mit Einfriedung zur Straße | Lutherstraße 6 (Karte)                       | 1925/1926                                   | Bauherr war der ortsansässige Baumeister Max Selbmann, Bau zweigeschossig mit Satteldach, kräftig ausgebildetes Hauptgesims und Ortgang, Architekturdetails in Art déco, auch im Inneren original erhalten, von stadtgeschichtlichem und baugeschichtlichem Wert. | 09306549 |
| Direkt Bild zu diesem Denkmal hochladen | Turnhalle mit angebautem Wohnteil | Meinsdorfer Weg 13 (Karte)                   | um 1910                                     | Baugeschichtlich von Bedeutung, im frühen Heimatstil, prachtvolles Bauwerk in gutem Originalzustand. Angebauter Wohnteil, Putzfassade, prachtvolles Bauwerk in gutem Originalzustand, Innenausstattung Turnhalle sehr gut erhalten, tonnengewölbt, Obergeschoss verschiefert, dominante Lage. | 09235558 |
| Weitere Bilder                          | Kirche des alten Ortsteils Ernstthal, mit Ausstattung und umgebenden Kirchplatz (Gartendenkmal) | Neumarkt (Karte)                             | 1687                                        | Baugeschichtlich, ortsgeschichtlich und ortsbildprägend von Bedeutung, barocke Saalkirche 1904/05 im neoromanischen Stil umgebaut. Stadtkirche von Ernstthal, 1701/1702 Pflasterung Kirche, 1717 Erweiterung, Anbau Sakristei, Emporen, 1766 Anbau Vorhalle an Westseite, 1838 Abtragen Kirchhalle und westliche Giebelmauer, Anbau neuer Turm 1842, 1859/1860 umfassende Erneuerung im Inneren und Äußeren, 1904 durchgreifende Erneuerung im Inneren und Äußeren, neues Dach. | 09235528 |
| Direkt Bild zu diesem Denkmal hochladen | Wohnhaus mit Seitenflügel zur Bergstraße | Neumarkt 2 (Karte)                           | um 1700                                     | Baugeschichtlich von Bedeutung, wertvoller Fachwerkbau mit profilierter Schwelle und K-Streben. Fachwerk-Obergeschoss mit K-Streben, Obergeschoss vorkragend, halbrunde Füllhölzer, Erdgeschoss massiv unterfahren um 1830 mit Tür- und Fenstergewänden, Fenster verändert, Satteldach, Giebel massiv. | 09235605 |
| Direkt Bild zu diesem Denkmal hochladen | Wohnhaus in geschlossener Bebauung, mit Gemeindesaal | Neumarkt 18 (Karte)                          | um 1900                                     | Orts- und baugeschichtlich von Bedeutung, gründerzeitliche Fassade mit neogotischen Elementen. Falsche Farbfassung, originale Fassadengliederung, neogotische Elemente, Haustür original. | 09235602 |
| Direkt Bild zu diesem Denkmal hochladen | Kantorat in geschlossener Bebauung | Neumarkt 19 (Karte)                          | nachträglich bezeichnet 1695                | Ortsgeschichtlich und baugeschichtlich von Bedeutung, schlichter Barockbau mit Segmentbogenportal. Originale Fenster- und Türgewände, Satteldach, wichtig für Ortsbild. | 09235603 |
| Direkt Bild zu diesem Denkmal hochladen | Pfarrhaus | Neumarkt 20 (Karte)                          | 1784                                        | Ortsgeschichtlich und baugeschichtlich von Bedeutung, Barockbau mit schöner Haustür, Geburtshaus des Leipziger Historikers und Staatswissenschaftlers Ludwig Pölitz (1772–1838). Originale Fenster- und Türgewände, Haustür, Mansarddach, rückwärtige Traufseite Fachwerk-Obergeschoss verbrettert, Geburtshaus des Leipziger Historikers und Staatswissenschaftlers Ludwig Pölitz (1772 bis 1832). | 09235604 |
| Direkt Bild zu diesem Denkmal hochladen | Verwaltungsgebäude (zwei Hausteile) in Ecklage | Oststraße 23; 23a (Karte)                    | 1897                                        | Baugeschichtlich von Bedeutung, im Stil des späten Historismus. Verwaltungsgebäude der AOK (ehemals), 2010 Arbeitslosentreff HALT, originale Fassadengliederung, Neorenaissance und Neogotik, Eckquaderung, Betonfenstergewände, Mittelrisalit, Zwerchgiebel, Mansardwalmdach. | 09235595 |
| Direkt Bild zu diesem Denkmal hochladen | Wohnhaus | Oststraße 53 (Karte)                         | um 1880                                     | Villenartig mit prächtiger historistischer Klinkerfassade, Betonzierelemente und Betonfenstergewände, rückwärtig zwei Türme, Eckquaderung, baugeschichtlich von Bedeutung. Gebäude und Grundstück 2009 versteigert. 2016 wieder neuer Eigentümer. | 09235550 |
| Direkt Bild zu diesem Denkmal hochladen | Turnhalle | Oststraße 70 (Karte)                         | um 1910                                     | Ortsgeschichtlich von Bedeutung. Putzfassade | 09235549 |
| Weitere Bilder                          | Gedenkstein und Bank in einer Grünfläche | Paul-Greifzu-Straße (Karte)                  | um 1900                                     | Ortsgeschichtlich von Bedeutung. Eventuell vom Geschichtsverein gestiftet. | 09235531 |
| Weitere Bilder                          | Villa | Paul-Greifzu-Straße 8 (Karte)                | um 1905                                     | Baugeschichtlich von Bedeutung, Gründerzeitgebäude mit Fachwerkelementen und Schwebegiebel. Mit Fachwerkelementen im Obergeschoss, Holzbalkon, Putzfassade. | 09235530 |
| Weitere Bilder                          | Triangulationssäule | Pfaffenberg (Karte)                          | bezeichnet 1865 (Triangulationssäule)       | Station der Mitteleuropäischen Gradmessung, Netz 1. Ordnung, wissenschaftsgeschichtlich und technikgeschichtlich von Bedeutung. Denkmaltext: Im Zeitraum 1862 bis 1890 erfolgte im Königreich Sachsen eine Landesvermessung, bei der zwei Dreiecksnetze gebildet wurden. Zum einen handelt es sich um das Netz für die Gradmessung im Königreich Sachsen (Netz I. Classe/Ordnung) mit 36 Punkten und die Königlich Sächsische Triangulierung (Netz II. Classe/Ordnung) mit 122 Punkten. Geleitet wurde diese Landesvermessung durch Christian August Nagel, wonach die Triangulationssäulen auch als „Nagelsche Säulen“ bezeichnet werden. Dieses Vermessungssystem war eines der modernsten Lagenetze in Deutschland. Die hierfür gesetzten Vermessungssäulen blieben fast vollständig an ihren ursprünglichen Standorten erhalten. Sie sind ein eindrucksvolles Zeugnis der Geschichte der Landesvermessung in Deutschland sowie in Sachsen. Das System der Vermessungssäulen beider Ordnungen ist in seiner Gesamtheit ein Kulturdenkmal von überregionaler Bedeutung. Der Punkt Pfaffenberg wurde von Nagel bereits 1859 bei der Triangulation des Erzgebirgischen Kohlenbassins benutzt. Er war, wie dort üblich, mit einem Granitstein mit 8 cm weitem Loch für die Aufnahme einer Signalstange vermarkt (siehe auch Stationen 122, 123 und 126). Der Auftrag hierzu war 1858 vom Königlich Sächsischen Ministerium des Innern erteilt worden, um für die markscheiderischen Vermessungen ein einheitliches Bezugssystem zu schaffen. Der Punkt wurde 1865 in die Europäische Gradmessung einbezogen. Dabei wurde der alte Granitstein durch die noch jetzt vorhandene Säule mit den zugehörigen Versicherungen ersetzt. Die benötigte Fläche von 37 m² wurde durch Verträge vom 29. November 1867 und vom 20. September 1869 von den Grundeigentümern, Webermeister J. J. Oberländer in Ernstthal und Gutsbesitzer J. G. Schraps in Nutzung-Oberlungwitz, für den sächsischen Staatsfiscus erworben. Die Lage des Pfaffenberges am nördlichen Rand des Erzgebirgischen Kohlenbassins ließ Sichten bis zum Erzgebirgskamm zu. Die Station steht am ursprünglichen Ort auf leicht erhöhter Stelle – eventuell eine Anschüttung vom Bau. Der Pfeiler ist schwarz verwittert und ohne Abdeckplatte. Die Säule ist aus Niederherwigsdorfer Granit gefertigt und trägt die nach Süden gerichtete Inschrift Kön. Sächs./ Station/PFAFFENBERG/der/Mitteleurop./Gradmessung/1865. Der Standort ist relativ sicher – abseits von größeren Straßen unmittelbar neben dem Holzzaun zu einem Wasserhochbehälter. Das aktuelle Zentrum liegt ca. 25 m östlich. Ein Höhenbolzen ist nicht angebracht. Es besteht keine Rundumsicht – einzelne Richtungen sind nur durch Büsche oder einzelne Bäume verwachsen. Bei der Neutriangulierung 1962 wurde 22,5 m östlich der Nagelschen Säule ein neues Zentrum als Bodenpunkt bestimmt. (LfD/2014). Vermessungsstein aus Niederherwigsdorfer Granit, Königlich-Sächsische Station Pfaffenberg der mitteleuropäischen Gradmessung, Station I. Ordnung, Kön. Sächs./ Station/PFAFFENBERG der/Mitteleurop./Gradmessung/1865, Vermarkungsloch an Oberseite. | 09235562 |
| Weitere Bilder                          | Berggasthaus mit Gartenanlage | Pfaffenberg 1 (Karte)                        | 1911                                        | Ortsgeschichtlich, baugeschichtlich und gartenkünstlerisch von Bedeutung, Gasthaus im Heimatstil, erbaut vom Erzgebirgsverein, Wahrzeichen der Stadt in landschaftsbildprägender Lage. Bruchstein im Erdgeschoss, Obergeschoss verputzt mit Fachwerkelementen, teilweise verbrettert, erbaut vom Erzgebirgsverein, Traditionslokal des Erzgebirgsvereins, dominante Lage, Pergola. | 09235557 |
| Direkt Bild zu diesem Denkmal hochladen | Villa mit Garten | Pfaffenberg 2 (Karte)                        | um 1910                                     | Baugeschichtlich von Bedeutung, im frühen Heimatstil. | 09235560 |
| Direkt Bild zu diesem Denkmal hochladen | Villa mit Garten | Pfaffenberg 3 (Karte)                        | 1929                                        | Orts-, bau- und kunsthistorischen Bedeutung, im traditionalistischen Stil der 1920er Jahre, Wohnhaus des Fabrikanten Erich Haase. Heute Pension, Putzfassade, sachlich gestaltete Baukörper, Farbglasfenster, Gitter. | 09235559 |
| Weitere Bilder                          | Wohnhaus in geschlossener Bebauung | Pfarrhain 8 (Karte)                          | um 1810                                     | Baugeschichtlich von Bedeutung, originale Haustür. Originale Haustür und Fenstergewände, Satteldach. | 09235666 |
| Weitere Bilder                          | Wohnhaus in geschlossener Bebauung | Pfarrhain 26 (Karte)                         | um 1830                                     | Baugeschichtlich von Bedeutung, klassizistisches Türportal. Wahrscheinlich Fachwerk-Obergeschoss, verputzt, Satteldach, originale Fenster- und Türgewände. | 09235667 |
| Direkt Bild zu diesem Denkmal hochladen | Wohnhaus in geschlossener Bebauung | Pölitzstraße 4 (Karte)                       | bezeichnet 1752                             | Baugeschichtlich von Bedeutung, Massivbau mit Mansarddach und barockem Segmentbogenportal. Originales Türportal mit Schlussstein, Erdgeschoss verändert durch Ladeneinbauten, Obergeschoss vermutlich Fachwerk verputzt, Mansarddach. | 09235601 |
| Direkt Bild zu diesem Denkmal hochladen | Gasthaus mit Saalanbau | Pölitzstraße 16 (Karte)                      | um 1800                                     | Baugeschichtlich und ortsgeschichtlich von Bedeutung, schlichter Barockbau mit Fassaden-Neugestaltung der Zeit nach 1900, gründerzeitlicher Saalanbau. Putzstuck über Fenster und Türen, Mansarddach, teilweise mit Walm. | 09235599 |
| Direkt Bild zu diesem Denkmal hochladen | Wohnhaus in ehemals geschlossener Bebauung | Pölitzstraße 20 (Karte)                      | bezeichnet 1771                             | Baugeschichtlich von Bedeutung, mit Segmentbogenportal. Originale Tür- und Fenstergewände im Erdgeschoss erhalten, Fachwerk-Obergeschoss verputzt, steiles Satteldach, nachträglicher Schaufenstereinbau. | 09235597 |
| Direkt Bild zu diesem Denkmal hochladen | Mietshaus in Ecklage | Pölitzstraße 29 (Karte)                      | bezeichnet 1903                             | Baugeschichtlich von Bedeutung, historistischer Bau mit Klinkerfassade und betonter Ecklage. Gelber Klinker, Sockel Werkstein, Betonfenstergewände. | 09235598 |
| Direkt Bild zu diesem Denkmal hochladen | Mietshaus in Ecklage | Pölitzstraße 67 (Karte)                      | um 1890                                     | Baugeschichtlich von Bedeutung, Gründerzeitgebäude mit Klinkerfassade. Klinkerfassade, Putzquaderung im Sockelgeschoss, Eckquaderung, Betonfenstergewände. | 09235596 |
| Weitere Bilder                          | Mühle mit Mühleneinrichtung | Rote Mühle 1 (Karte)                         | um 1700                                     | Baugeschichtlich und technikgeschichtlich von Bedeutung, errichtet als Pochwerk mit Schmelzhütte von Johann Simon, noch vorhandene Mühleneinrichtung von 1885. Denkmaltext: Erstmals erwähnt nach Sekundärliteratur Mitte des 14. Jahrhunderts. Es wird vermutet, dass die „Rote Mühle“ durch böhmische Siedler um 1365 erbaut wurde. Damals schürften die Siedler am Goldbach nach Erzen und Mineralien. Weiterhin nahm man an, dass die „Rote Mühle“ 1697 als Getreidemühle erbaut wurde. In der Ortschronik von Oberlungwitz von 1935 vermerkte der Oberlehrer Richard Hommel, dass die Mühle über einen Mahlgang verfügte und um 1710 von Johann Christian Gottschaldt, dem Gutsbesitzer des Grundstückes erbaut wurde. Zeitgleich sei auch der Mühlgraben angelegt worden. Es gibt hierzu widersprüchliche Auffassungen. Gerichtstsakten belegen, dass die „Rote Mühle“ vermutlich vor 1708 als Pochwerk mit Schmelzhütte erbaut wurde. Die Prozessakten lassen die Vermutung zu, dass tatsächlich Gottschaldt der „Rote Müller“ und damit der Erbauer der Mühle gewesen sei. Danach wechselten in den nächsten annähernd hundert Jahren zehn Mal die Besitzer der Mühle. Da die Bergbautätigkeit schon bald erlahmte, wurde die Mühle möglicherweise schon um 1710 in eine Mahlmühle umgewandelt. Seit 1927 gehört die Mühle nach Hohenstein-Ernstthal. Die Anfang der 1990er Jahre noch vorhandene Mühleneinrichtung stammt größtenteils aus dem Jahr 1885. Bis 1986 betrieb der damalige Besitzer Karl Otto Uhlig die Mühle. Seitdem stand sie leer und verfiel zusehends. Das Gebäude fällt durch seine ungewöhnlichen Proportionen und seine landschaftsuntypische Dachform auf. Der zweigeschossige Bau hat ein Erdgeschoss aus Ziegelmauerwerk, was eindeutig belegt, dass dieses Erdgeschoss nicht bauzeitlich ist. Das Fachwerk im Obergeschoss weist eine regelmäßige Konstruktion mit zwei Riegeln und zahlreichen Streben auf, alle Holzverbindungen sind gezapft. Es könnte möglicherweise aus der Bauzeit stammen. Abgeschlossen wird das Gebäude durch ein steiles und sehr hohes Walmdach, welches mit großer Wahrscheinlichkeit im frühen 18. Jahrhundert aufgerichtet wurde. Die Mühle erlangt auf Grund ihrer singulären Bauweise und der Authentizität eine große hausgeschichtliche Bedeutung. (LfD/2012) Jahrelang dem Verfall preisgegeben, restauriert, Verlust originaler Bausubstanz durch schlechten Bauzustand, auch 1710 als Entstehungszeit angegeben, errichtet als Pochwerk mit Schmelzhütte von Johann Simon, noch vorhandene Mühleneinrichtung von 1885. | 09235527 |
| Direkt Bild zu diesem Denkmal hochladen | Mietshaus | Schillerstraße 1 (Karte)                     | Ende 19. Jahrhundert                        | Baugeschichtlich von Bedeutung, Gründerzeitgebäude. Guter Originalbestand: Fassadengliederung, Haustür, Wohnungstüren, Treppenaufgang, Putzquaderung an Ecken, Zahnschnittfries unter Dach, Fensterverdachungen im ersten Obergeschoss, dreigeschossig. | 09235544 |
| Weitere Bilder                          | Mietshaus in halboffener Bebauung | Schillerstraße 8 (Karte)                     | um 1905                                     | Baugeschichtlich von Bedeutung, gründerzeitliche Klinkerfassade. Klinkermischbauweise, Erdgeschoss Putz, Obergeschoss roter Putz mit Betonfenstergewänden und Ornamenten, Dachaufbauten original, Satteldach. | 09235533 |
| Weitere Bilder                          | Postamt | Schubertstraße 25 (Karte)                    | 1887                                        | Wirtschafts-, orts- und baugeschichtlich von Bedeutung, prächtiges Gründerzeitgebäude im Stil der Neorenaissance. Repräsentatives Bauwerk, Klinkerfassade, rot, Gliederungen aus Sandstein, zusätzlich Dekor aus Terrakotta. | 09235545 |
| Direkt Bild zu diesem Denkmal hochladen | Turnhalle einer Schule | Schulstraße 9 (Karte)                        | 1902                                        | Baugeschichtlich von Bedeutung, gründerzeitliche Fassade mit gelbem und rotem Klinker. Gelber und roter Klinker, Zwerchgiebel. | 09235637 |
|                                         | Wohnhaus in geschlossener Bebauung | Schulstraße 26 (Karte)                       | bezeichnet 1876                             | Mit Laden, baugeschichtlich von Bedeutung, hübsche Putzfassade der frühen Gründerzeit, von einer noch klassizistischen Wirkung. Ursprünglich Lederhandlung Bernhard Anger Nachfolger, Inhaber Julius Herrmann Schuhmacherartikel, gegründet 1876, Fassadengliederung, Laden aus Entstehungszeit, Putzquaderung im Erdgeschoss. | 09235619 |
| Direkt Bild zu diesem Denkmal hochladen | Kriegerdenkmal für die Gefallenen des Ersten Weltkrieges | Silbergäßchen (Karte)                        | Nach 1918 (Kriegerdenkmal)                  | Ortsgeschichtlich von Bedeutung. Bei Silbergäßchen, Ehrenhain mit geschwungener Mauer mit Schrifttafeln, Doppelplastik. | 09235495 |
| Direkt Bild zu diesem Denkmal hochladen | Gasthaus mit Saalanbau | Talstraße 37 (Karte)                         | 1889                                        | Baugeschichtlich und ortsgeschichtlich von Bedeutung, gründerzeitliches Gebäude in Fachwerkbauweise, historischer Vergnügungsort mit großer Ausstrahlung. Denkmaltext: 27. August 1889 feierlich geweiht als Kuranstalt und Vergnügungsort. Die Gaststätte wurde zum Anziehungspunkt der näheren Umgebung. Hier fanden zum Beispiel eine Reihe großer Konzerte unter Leitung des Chemnitzer Kapellmeisters Pohle statt. 1907 erwarb Otto Pochert aus Biebenstein die Gaststätte, die sich langjährig im Besitz der Familie befand. Eingeschossiger Fachwerkbau mit Ziegelausfachung. In gleicher Bauweise der rechtwinklig anschließende Saalanbau. Die Gaststätte mit Krüppelwalmdach abschließend, der Saalanbau mit Satteldachabschluss. Gut erhaltener Gebäudekomplex von großer ortsgeschichtlicher und baugeschichtlicher Bedeutung. (LfD/2011) 27. August 1889 feierlich geweiht, Vergnügungsort mit großer Ausstrahlung, Reihe großer Konzerte unter Leitung des Chemnitzer Kapellmeisters Pohle, Klinker mit Fachwerk, überstrichen. | 09235565 |
| Weitere Bilder                          | Schule | Talstraße 86 (Karte)                         | um 1890                                     | Baugeschichtlich und ortsgeschichtlich von Bedeutung, Gründerzeitgebäude mit Türmchen auf dem Dach. Türmchen, Fassade stark vereinfacht, rückwärtiger Anbau, zu DDR-Zeiten Clara-Zetkin-Schule. | 09235566 |
| Weitere Bilder                          | Torbogen zwischen zwei Wohnhäusern | Weinkellerstraße 17 (Karte)                  | Ende 19. Jahrhundert                        | Handwerklich-künstlerisch von Bedeutung, prächtiges Portal im Stil der Gründerzeit. Reich verziert mit Kartusche, Tor. | 09235498 |
| Weitere Bilder                          | Mietshaus in geschlossener Bebauung mit Laden | Weinkellerstraße 18 (Karte)                  | um 1910                                     | Baugeschichtlich von Bedeutung, schlichter Putzbau mit Fachwerkgiebel, zeittypischer Fassadenschmuck, Ladeneinbau aus Entstehungszeit. Betonfenstergewänden, zeittypischer Fassadenschmuck, Ladeneinbau aus Entstehungszeit, Fensteroberlichter mit Sprossenteilung, Fachwerk Zwerchgiebel. | 09235500 |
| Weitere Bilder                          | Mietshaus in geschlossener Bebauung | Weinkellerstraße 20 (Karte)                  | bezeichnet 1907                             | Mit Laden, baugeschichtlich von Bedeutung, mittenbetonte Fassade im Stil des Späthistorismus, mit geschweiftem Giebel. Putzfassade, Putzstuck, Zwerchgiebel, Laden aus Entstehungszeit, Tür rekonstruiert nach altem Befund. | 09235504 |
|                                         | Mietshaus in geschlossener Bebauung | Weinkellerstraße 22 (Karte)                  | um 1910                                     | Mit Laden, baugeschichtlich von Bedeutung, schlichte Fassade mit Erker, ungewöhnliche Erdgeschoss-Gestaltung. Erker, Laden aus Entstehungszeit, Holzelemente am Erker, originale Haustür, Fenster verändert. | 09235505 |
| Weitere Bilder                          | Mietshaus in geschlossener Bebauung konzipiert | Weinkellerstraße 24 (Karte)                  | bezeichnet 1907                             | Mit Laden, baugeschichtlich von Bedeutung, im Reformstil der Zeit um 1910. Putzfassade, Erdgeschoss Werkstein, Haustür mit Jugendstilornamentik. | 09235506 |
|                                         | Mietshaus in geschlossener Bebauung | Weinkellerstraße 25 (Karte)                  | um 1910                                     | Mit Laden, baugeschichtlich von Bedeutung, im Reformstil der Zeit um 1910, mit Erker und Giebel. Fassade im oberen Bereich stark vereinfacht. | 09235477 |
|                                         | Mietshaus in geschlossener Bebauung | Weinkellerstraße 27 (Karte)                  | bezeichnet 1907                             | Mit Laden, baugeschichtlich von Bedeutung, mit Erker und geschweiftem Giebel, Jugendstilanklänge. Putzfassade mit Initiale im Giebeldreieck, Ladeneinbau modernisiert. | 09235501 |
| Weitere Bilder                          | Wohnhaus in halboffener Bebauung | Weinkellerstraße 28 (Karte)                  | 2. Hälfte 19. Jahrhundert                   | Baugeschichtlich von Bedeutung, villenartiges Gründerzeitgebäude mit prächtiger Fassade im Stil der Neorenaissance. Quadratischer Grundriss, Fensterverdachungen, Mittelrisalit, Dreiecksgiebel-Fensterverdachungen, Zahnschnittfries, Mezzaningeschoß, Putzquaderung im Erdgeschoss, originale Haustür, ehemalige Fabrikantenvilla. | 09235510 |
|                                         | Mietshaus in geschlossener Bebauung | Weinkellerstraße 29 (Karte)                  | um 1907                                     | Mit Laden, baugeschichtlich von Bedeutung, mit Erker und Giebel, Jugendstilanklänge. Im Dachbereich aufgestockt. | 09235502 |
|                                         | Mietshaus in geschlossener Bebauung | Weinkellerstraße 31 (Karte)                  | bezeichnet 1907                             | Mit Laden, baugeschichtlich von Bedeutung, mit Erker und Giebel, Jugendstilanklänge. Putzfassade, sehr schöne Haustür, Jugendstilornamentik, Widerspruch gegen Denkmaleigenschaft 1994, wurde an RP abgegeben, bis heute liegt keine Entscheidung vor. | 09235503 |
| Weitere Bilder                          | Mietshaus | Weinkellerstraße 36 (Karte)                  | um 1890                                     | Baugeschichtlich von Bedeutung, gründerzeitliche Klinkerfassade mit Balkon, palastartige Architektur im Stil der Neorenaissance. Klinkerfassade, Fensterverdachungen, Dreiecksgiebelchen in Obergeschoss, halbrunder Balkon mit Eisengitter, Erdgeschoss Putzfassade mit Nutung, gelber Klinker. | 09235512 |
| Weitere Bilder                          | Villa | Weinkellerstraße 37 (Karte)                  | um 1890                                     | Baugeschichtlich von Bedeutung, interessant gestaltete gründerzeitliche Klinkerfassade im Stil der Neorenaissance, die als Denkmal dazugehörende Einfriedung und das Nebengebäude wurden vor 2000 abgebrochen. Klinkerfassade, roter Klinker, große Freitreppe, Erker, im ersten Obergeschoss originale Fenster, Klinkerornamentik, Zahnschnittfries, originale Haustür, vor 2000 abgebrochenes Seitengebäude (Abbruchgenehmigung vom 5. April 1995): Garagen und Bedienstetenwohnung, kleines Türmchen, Klinkerfassade. | 09235511 |
| Weitere Bilder                          | Hotel | Weinkellerstraße 38 (Karte)                  | um 1925                                     | Baugeschichtlich und ortsgeschichtlich von Bedeutung, Hotel in Bahnhofsnähe, im Heimatstil. Gefärbter Putz (rot), Edelputz. | 09235513 |
| Weitere Bilder                          | Wohnhaus mit zwei Eingängen | Weststraße 12; 14 (Karte)                    | um 1925                                     | Baugeschichtlich von Bedeutung, traditionalistisch gestaltetes Gebäude mit expressionistischen Anklängen. Guter Originalbestand: Farbfassung, Fenster, Putzgliederung, ockerfarben, Siedlungsbebauung, Walmdach, dreigeschossig. | 09235543 |
| Direkt Bild zu diesem Denkmal hochladen | Wohnhaus in geschlossener Bebauung, mit Seitenflügel zum Hof | Wiesenstraße 2 (Karte)                       | 1744                                        | Baugeschichtlich von Bedeutung, Barockbau mit Segmentbogenportal. Originale Tür- und Fenstergewände, Mansarddach. | 09235600 |
| Direkt Bild zu diesem Denkmal hochladen | Wohnhaus in geschlossener Bebauung | Ziegenberg 2 (Karte)                         | 1. Hälfte 19. Jahrhundert                   | Baugeschichtlich von Bedeutung, mit klassizistischem Portal. Tür- und Fenstergewände, Haustür original, Satteldach, Baugenehmigung erteilt zur Komplettsanierung des Wohnhauses vom 23. Oktober 1998 (denkmalschutzrechtliche Stellungnahme), Umbau 1999, Grundrisse erhalten. | 09235493 |
| Direkt Bild zu diesem Denkmal hochladen | Wohnhaus in geschlossener Bebauung | Ziegenberg 4 (Karte)                         | um 1750                                     | Baugeschichtlich von Bedeutung, mit Korbbogenportal. Originale Türportale, einfache Baugestaltung, Satteldach, eventuell Fachwerk im Obergeschoss. | 09235491 |
| Direkt Bild zu diesem Denkmal hochladen | Wohnhaus in geschlossener Bebauung | Ziegenberg 5 (Karte)                         | um 1750                                     | Baugeschichtlich von Bedeutung, mit Korbbogenportal. | 09235490 |
| Direkt Bild zu diesem Denkmal hochladen | Wohnhaus in geschlossener Bebauung | Ziegenberg 14 (Karte)                        | 1. Hälfte 19. Jahrhundert                   | Baugeschichtlich von Bedeutung, im Kern barockes Gebäude, mit klassizistischem Portal. Originale Tür- und Fenstergewände, Fensterläden im Erdgeschoss, Obergeschoss Fenstergewände. | 09235492 |

## Wüstenbrand
| Bild                                    | Bezeichnung                                                                  | Lage                                | Datierung       | Beschreibung | ID       |
| --------------------------------------- | ---------------------------------------------------------------------------- | ----------------------------------- | --------------- | --- | -------- |
| Direkt Bild zu diesem Denkmal hochladen | Villa mit Einfriedung                                                        | Bahnhofstraße 5 (Karte)             | um 1925         | Baugeschichtlich von Bedeutung, Putzbau mit Anklängen an den Art-déco-Stil. Guter Originalzustand. | 09235464 |
|                                         | Postamt                                                                      | Bahnhofstraße 10 (Karte)            | um 1900         | Heute Wohnhaus, gründerzeitlicher Klinkerbau in gutem Originalzustand, baugeschichtlich und ortsgeschichtlich von Bedeutung. Zweigeschossig, roter Klinker mit gelben Klinkerlisenen, Bänder ebenfalls gelber Klinker, Zahnschnittfries im Bereich des Gurtgesimses, Segmentbogenfenster, zweiachsiger Dacherker, zwei Gaupen, Satteldach, in Mitte der Traufseite historische Bezeichnung „Postamt“, Denkmalwert: Baugeschichtlicher und ortsgeschichtlicher Wert. | 09235497 |
|                                         | Empfangsgebäude des Bahnhofs                                                 | Bahnhofstraße 18 (Karte)            | 1899–1901       | Baugeschichtlich und ortsgeschichtlich von Bedeutung, Klinkerbau. Bestehend aus zwei zweigeschossigen Seitenbauten mit Satteldach, verbunden durch eingeschossigen Mittelbau, Klinkerfassade, leicht vorkragende Schwebegiebel, roter Klinker. | 09235462 |
| Weitere Bilder                          | Turnhalle mit Gaststätte                                                     | Jahnweg 4 (Karte)                   | um 1930         | Baugeschichtlich von Bedeutung, Klinkerfassade, spitzbogiges Türportal. Klinkerfassade, spitzbogiges Türportal mit Klinkerumrahmung, Walmdach, Turnhallentrakt und Wohn- und Sozialtrakt als Einheit. | 09235469 |
| Direkt Bild zu diesem Denkmal hochladen | Wohnhaus und Seitengebäude eines ehemaligen Dreiseithofes                    | Käthe-Kollwitz-Straße 5 (Karte)     | um 1800         | Baugeschichtlich und wirtschaftsgeschichtlich von Bedeutung, Fachwerkbauten. Krüppelwalmdach, - Wohnhaus: Verschiefert oder verkleidet, Fachwerk-Obergeschoss, Erdgeschoss massiv, traufseitiger Anbau, Fenstergewände und alte Fachwerkgliederung erhalten, - Seitengebäude: Fachwerk, strebenreich, Erdgeschoss massiv, entstellt durch Werbung. | 09235465 |
| Weitere Bilder                          | Kirche mit Ausstattung                                                       | Kirchweg (Karte)                    | 1850–1851       | Baugeschichtlich, ortsgeschichtlich und ortsbildprägend von Bedeutung, Saalkirche im historistischen Stil der Kirchenbaumeister Gebrüder Uhlig, der später erbaute Turm im Stil der Neoromanik. 1850 Grundsteinlegung für die heutige Kirche, nachdem der Vorgängerbau wegen Baufälligkeit abgebrochen wurde. Einweihung des neuen Gotteshauses im Dezember 1851. Bereits 1898 musste der Turm erneut abgetragen werden. Er wurde durch einen neuen ersetzt. Restaurierung der Kirche 1971. Verputzter Ziegelbau mit geradem Chorabschluss, im Westen Turm mit Uhren. Saal durch Walmdach und Turm durch Faltdach abschließend. Im Inneren barockisierender Saal mit schmalen Rechteckfenster, flachgedeckt, zweigeschossige Emporen, diese im Altarraum zu Betstuben ausgebaut. Wertvolle Ausstattung im klassizistischen Stil. – zum Beispiel Kanzelaltar mit Dreieckgiebel. Weiterhin erhalten zwei Flügel eines spätgotischen Flügelaltars mit Relieffiguren des Meister HW (zugeschrieben) um 1511/12, überlebensgroßer Kruzifix von 1698, Kreutzbach-Orgel von 1850/51 (durch Jehmlich mehrfach verändert). Zeit- und landschaftstypische Dorfkirche von bau- und ortsgeschichtlicher Bedeutung. (LfD/2011) Quelle: Dehio Sachsen, Bd II, S. 1047. (Flügel eines spätgotischen Altars, um 1511/1512) Flügelaltar: mit Schnitzfiguren der Katharina und Ursula, Werkstatt von Hans Witten, Westturm Kirche von 1898. | 09235457 |
| Weitere Bilder                          | Mausoleum                                                                    | Kirchweg (Karte)                    | 1928            | Baugeschichtlich und ortsgeschichtlich von Bedeutung, eigenwilliger, im Stil eines antiken Grabmals errichtetes Mausoleum, runder Bruchsteinbau, der aus Wüstenbrand stammende Alwin Balduin Palmer (1863–1929) ließ Mausoleum errichten, war Plantagenbesitzer und wohnte in Sea Cliff (USA). Bleiglasfenster, Kupferabdeckung, Bruchsteinmauerwerk, sichtbar, der aus Wüstenbrand stammende Baldwin Palmer ließ Mausoleum errichten, wohnte in Sea Cliff (USA) – stand bis 2008 irrtümlich unter der Straße „Neuer Friedhof“. | 09235458 |
| Weitere Bilder                          | Pfarrhaus                                                                    | Kirchweg 6 (Karte)                  | 1901            | Zeittypischer schlichter Putzbau mit gut erhaltener Innenausstattung von baugeschichtlichem, ortsgeschichtlichem und städtebaulichem Wert. Zweigeschossiger Putzbau mit wenigen Putzdekorationen (durch Bewuchs kaum zu beurteilen), im Inneren originale Zimmertüren und Treppe sowie Raumstrukturen erhalten, bestimmend für den Denkmalwert ist vorrangig die gut erhaltene Innenausstattung, deren Verlust würde auch zum Verlust des Denkmalwertes führen! | 09301155 |
| Direkt Bild zu diesem Denkmal hochladen | Wohnhaus                                                                     | Oberlungwitzer Straße 5             |                 | | 09305865 |
| Direkt Bild zu diesem Denkmal hochladen | Wohnstallhaus eines Vierseithofes                                            | Oberlungwitzer Straße 8 (Karte)     | um 1800         | Baugeschichtlich von Bedeutung. Fachwerkbau Stall (um 1750): mit Durchfahrt, Fachwerk-Obergeschoss, strebenreiches Fachwerk, steiles Satteldach, Schiebefenster, holzverbretterter Giebel und traufseitig, Erdgeschoss massiv. Stallgebäude 2000 abgebrochen (?) | 09235463 |
| Direkt Bild zu diesem Denkmal hochladen | Ehemaliges Wohnstallhaus (Nr. 4) und Seitengebäude (Nr. 6) eines Bauernhofes | Straße der Einheit 4; 6 (Karte)     | bezeichnet 1831 | Ortsgeschichtlicher und wissenschaftlicher Wert beider Gebäude, charakteristische Bauernhäuser aus dem beginnenden 19. Jahrhundert, Fachwerkbauten in städtebaulich dominanter Lage. - Nummer 4: Fenstergewände teilweise erhalten, Türportal erhalten, Fachwerk-Obergeschoss, Krüppelwalmdach, wichtige, städtebaulich dominante Lage, großes, repräsentatives Gebäude mit gutem Originalzustand. - Nummer 6: Fachwerk-Obergeschoss, Krüppelwalmdach, Erdgeschoss massiv, Türportal, Haustür mit schönem, schmiedeeisernem Gitter, Fachwerk-Obergeschoss verbrettert, bildet eine Seite des eventuell ehemaligen Bauerngutes, guter Originalbestand. | 09235466 |
| Weitere Bilder                          | Rathaus                                                                      | Straße der Einheit 14 (Karte)       | um 1925         | Gemeindeamtsgebäude von baugeschichtlicher und ortsgeschichtlicher Bedeutung, repräsentatives Bauwerk in städtebaulich dominanter Lage, im Heimatstil. Repräsentatives Bauwerk in städtebaulich dominanter Lage, guter Originalbestand, halbrunder Erker, Treppe, Laterne, originale Fenster, Putz usw., im Rathaus ehemals auch die Spar- und Girokasse. | 09235468 |
|                                         | Wohnhaus                                                                     | Straße der Einheit 35 (Karte)       | um 1850         | Baugeschichtlich von Bedeutung, klassizistischer Putzbau, originale Tür- und Fenstergewände. Massiv, originale Tür- und Fenstergewände, Krüppelwalmdach. | 09235456 |
| Weitere Bilder                          | Schule                                                                       | Wüstenbrander Schulstraße 5 (Karte) | bezeichnet 1904 | Baugeschichtlich von Bedeutung, im Stil des Historismus mit Volutengiebel. Freitreppe, Polygonmauerwerk im Sockelbereich, falscher Putz, waagrechte Fensterverdachungen, Mittelachse, Zwerchgiebel, zweigeschossig, sieben Achsen. | 09235461 |